# Amici di Maria De Filippi (diciottesima edizione, fase iniziale)
La diciottesima edizione del talent show musicale Amici di Maria De Filippi è andata in onda nella sua fase iniziale dal 17 novembre 2018 al 23 marzo 2019. Da sabato 30 marzo con la prima puntata in prima serata è iniziata la fase serale di questa edizione.
Il programma ha avuto inizio con la formazione della classe su Canale 5 con lo speciale del sabato pomeriggio in onda dalle 14:10 alle 16:00 con la conduzione di Maria De Filippi.
La striscia quotidiana è andata in onda su Real Time dal 19 novembre in fascia pomeridiana con la conduzione di Marcello Sacchetta, ballerino professionista del programma con Paolo Ciavarro, che ha sostituito Stefano De Martino, e per la prima volta da Lorella Boccia. Dal 7 gennaio 2019 è andata in onda anche una seconda striscia quotidiana su Canale 5 sempre in fascia pomeridiana.
I casting sono andati in onda su Real Time dal 29 ottobre al 16 novembre 2018.

## Corpo docente e concorrenti
Legenda:
- Squadra Bianca
- Squadra Blu

| Canto                                          | Canto                                          | Canto                                          |                               | Ballo                                                       | Ballo                                                       | Ballo                                                       |
| Professori                                     | Professori                                     | Professori                                     | Professori                    | Professori                                                  | Professori                                                  | Professori                                                  |
| ---------------------------------------------- | ---------------------------------------------- | ---------------------------------------------- | ----------------------------- | ----------------------------------------------------------- | ----------------------------------------------------------- | ----------------------------------------------------------- |
| - Rudy Zerbi - Stash Fiordispino - Alex Britti | - Rudy Zerbi - Stash Fiordispino - Alex Britti | - Rudy Zerbi - Stash Fiordispino - Alex Britti |                               | - Alessandra Celentano - Timor Steffens - Veronica Peparini | - Alessandra Celentano - Timor Steffens - Veronica Peparini | - Alessandra Celentano - Timor Steffens - Veronica Peparini |
| Concorrenti                                    |                                                |                                                |                               |                                                             |                                                             |                                                             |
| Posizione                                      | Nome                                           | Disciplina                                     |                               | Posizione                                                   | Nome                                                        | Disciplina                                                  |
| 1                                              | Alberto Urso                                   | lirico                                         | 3                             | Rafael Quenedit Castro                                      | classico                                                    |                                                             |
| 2                                              | Giordana Angi                                  | cantautorato                                   | 4                             | Vincenzo Di Primo                                           | classico                                                    |                                                             |
| 5                                              | Tish (Tijana Boric)                            | canto                                          | 6                             | Umberto Gaudino                                             | latino                                                      |                                                             |
| 7                                              | Mameli (Mario Castiglione)                     | cantautorato                                   | 8                             | Valentina Vernia                                            | hip hop                                                     |                                                             |
| 9                                              | Alvis (Alvise De Spirt)                        | trap                                           | 12                            | Mowgly (Cristian Bilardi)                                   | break                                                       |                                                             |
| 10                                             | Jefeo (Fabio Migliano)                         | trap                                           | Federico Milan                | Federico Milan                                              | ballo                                                       |                                                             |
| 11                                             | Ludovica Caniglia                              | canto                                          | Miguel Chavez                 | Miguel Chavez                                               | ballo                                                       |                                                             |
| Federica Marinari                              | Federica Marinari                              | canto                                          | Samuel Santarelli             | Samuel Santarelli                                           | latino                                                      |                                                             |
| Alessandro Casillo                             | Alessandro Casillo                             | canto                                          | Marco Alimenti                | Marco Alimenti                                              | hip hop                                                     |                                                             |
| Ahlana (Federica Magistro)                     | Ahlana (Federica Magistro)                     | canto                                          | Gianmarco Galati              | Gianmarco Galati                                            | latino                                                      |                                                             |
| Daniel Piccirillo                              | Daniel Piccirillo                              | canto                                          | Mimmi (Anna Maria Ciccarelli) | Mimmi (Anna Maria Ciccarelli)                               | ballo                                                       |                                                             |
| Giacomo Eva (Giacomo Runco)                    | Giacomo Eva (Giacomo Runco)                    | cantautorato                                   | Arianna Forte                 | Arianna Forte                                               | hip hop                                                     |                                                             |
|                                                |                                                |                                                | Giusy Romaldi                 | Giusy Romaldi                                               | ballo                                                       |                                                             |
| Yamatt (Matteo Galvani)                        | Yamatt (Matteo Galvani)                        | rap                                            |                               |                                                             |                                                             |                                                             |
| Ellynora (Eleonora Sorrentino Paravia)         | Ellynora (Eleonora Sorrentino Paravia)         | canto                                          | Bad Matty (Mattia Schinco)    | Bad Matty (Mattia Schinco)                                  | break                                                       |                                                             |
| Kevin Payne (Kevin Pappano)                    | Kevin Payne (Kevin Pappano)                    | canto                                          | Daniele Nocchi                | Daniele Nocchi                                              | hip hop                                                     |                                                             |
| Noemi Cainero                                  | Noemi Cainero                                  | canto                                          |                               |                                                             |                                                             |                                                             |
| Sofia Marcaccini                               | Sofia Marcaccini                               | cantautorato                                   |                               |                                                             |                                                             |                                                             |

## Tabellone dello speciale del sabato e day-time
Legenda:

     Concorrente nella squadra vincente di entrambe le manche
     Concorrente nella squadra vincente della 1ª manche
     Concorrente nella squadra vincente della 2ª manche
     Concorrente nella squadra perdente di entrambe le manche
 C  Capitano/a di una delle due squadre

 Sfida

 Sfida immediata

 Sfida interna

 Proposta di eliminazione

– Non sottoposto/a a verifiche

N.D. Non si esibisce

     Candidato/a al banco
     Non ottiene il banco e non entra ancora nella scuola
     Ottiene il banco ed entra nella scuola
     Non sottoposto/a a verifiche in quanto membro della classe
     Vince la sfida
     Ritirato/a / Infortunato/a
     Espulso/a
     Eliminato/a
     Salvato/a dai professori
     Concorrente in sfida
     Accede al serale
     Esente da ogni sfida poiché già al serale
 Supera l'esame per l'accesso al serale e ottiene la maglia verde

 Viene esaminato/a ma non accede ancora al serale

 Entra a far parte della squadra Bianca

 Entra a far parte della squadra Blu

### Ballo
| Settimana | 1           | 1           | 2           | 2           | 3           | 3                                                                      | 4                                                                      | 5                                                                      | 5                                                                      | 6                                                                      | 6                                                                      | 6                                                                      | 6                                                                      | 7                                                                      | 8                                                                      | 8                                                                      | 8                                                                      | 9                                                                      | 9                                                                      | 9                                                                      | 10                                                                     | 10                                                                     | 11                                                                     | 12                                                                     | 12                                                                     | 12                                                                     | 13                                                                     | 13                                                                     | 14                                                                     | 14                                                                     | 15                                                                     | 16                                                                     |
| --------- | ----------- | ----------- | ----------- | ----------- | ----------- | ---------------------------------------------------------------------- | ---------------------------------------------------------------------- | ---------------------------------------------------------------------- | ---------------------------------------------------------------------- | ---------------------------------------------------------------------- | ---------------------------------------------------------------------- | ---------------------------------------------------------------------- | ---------------------------------------------------------------------- | ---------------------------------------------------------------------- | ---------------------------------------------------------------------- | ---------------------------------------------------------------------- | ---------------------------------------------------------------------- | ---------------------------------------------------------------------- | ---------------------------------------------------------------------- | ---------------------------------------------------------------------- | ---------------------------------------------------------------------- | ---------------------------------------------------------------------- | ---------------------------------------------------------------------- | ---------------------------------------------------------------------- | ---------------------------------------------------------------------- | ---------------------------------------------------------------------- | ---------------------------------------------------------------------- | ---------------------------------------------------------------------- | ---------------------------------------------------------------------- | ---------------------------------------------------------------------- | ---------------------------------------------------------------------- | ---------------------------------------------------------------------- |
| Rafael    | Non in gara | Non in gara | Non in gara | Non in gara | Non in gara | Non in gara                                                            | Non in gara                                                            | Non in gara                                                            | Non in gara                                                            | Non in gara                                                            | Non in gara                                                            |                                                                        | +1                                                                     | +1                                                                     | [ N 1 ] [ N 2 ]                                                        | [ N 1 ] [ N 2 ]                                                        | –                                                                      | +1                                                                     |                                                                        |                                                                        | +1                                                                     | +1                                                                     | +1                                                                     | +1                                                                     | +1                                                                     |                                                                        | N.D.                                                                   | N.D.                                                                   | +1                                                                     | +1                                                                     |                                                                        |                                                                        |
| Vincenzo  | Non in gara | Non in gara | Non in gara | Non in gara | Non in gara | Non in gara                                                            | Non in gara                                                            | Non in gara                                                            | Non in gara                                                            |                                                                        | N.D.                                                                   | N.D.                                                                   | N.D.                                                                   | +1                                                                     | +2                                                                     | +2                                                                     |                                                                        | +1                                                                     | +1                                                                     | –                                                                      |                                                                        | N.D.                                                                   | +1                                                                     | +1                                                                     | +1                                                                     |                                                                        |                                                                        |                                                                        | +1                                                                     | +1                                                                     | +1                                                                     |                                                                        |
| Umberto   | Non in gara | Non in gara | Non in gara | Non in gara | Non in gara | Non in gara                                                            | Non in gara                                                            | Non in gara                                                            | Non in gara                                                            | Non in gara                                                            | Non in gara                                                            | Non in gara                                                            | Non in gara                                                            | Non in gara                                                            | Non in gara                                                            | Non in gara                                                            | Non in gara                                                            |                                                                        |                                                                        | –                                                                      | +1                                                                     | +1                                                                     | +2                                                                     | +1                                                                     |                                                                        |                                                                        | +1                                                                     | +1                                                                     |                                                                        |                                                                        | +1                                                                     |                                                                        |
| Valentina | Non in gara | Non in gara | Non in gara | Non in gara | Non in gara | Non in gara                                                            | Non in gara                                                            | Non in gara                                                            | Non in gara                                                            | Non in gara                                                            | Non in gara                                                            | Non in gara                                                            | Non in gara                                                            | Non in gara                                                            |                                                                        | [ N 1 ] [ N 3 ]                                                        | –                                                                      | N.D.                                                                   | N.D.                                                                   | –                                                                      | +1                                                                     | +1                                                                     |                                                                        | +1                                                                     | +1                                                                     |                                                                        | +1                                                                     |                                                                        | +1                                                                     | +1                                                                     | +1                                                                     |                                                                        |
| Mowgly    |             |             |             |             |             | +1                                                                     | +1                                                                     | N.D.                                                                   | N.D.                                                                   |                                                                        |                                                                        |                                                                        |                                                                        |                                                                        | +1                                                                     | +1                                                                     |                                                                        |                                                                        | N.D.                                                                   | –                                                                      |                                                                        |                                                                        |                                                                        |                                                                        |                                                                        | –                                                                      | +1                                                                     | +1                                                                     | +1                                                                     |                                                                        |                                                                        |                                                                        |
| Federico  | Non in gara | Non in gara | Non in gara | Non in gara | Non in gara | Non in gara                                                            | Non in gara                                                            | Non in gara                                                            | Non in gara                                                            | Non in gara                                                            | Non in gara                                                            | Non in gara                                                            | Non in gara                                                            | Non in gara                                                            | Non in gara                                                            | Non in gara                                                            | Non in gara                                                            |                                                                        |                                                                        | –                                                                      | N.D.                                                                   | N.D.                                                                   |                                                                        |                                                                        |                                                                        |                                                                        |                                                                        |                                                                        | N.D.                                                                   | N.D.                                                                   |                                                                        |                                                                        |
| Miguel    |             |             |             |             |             | N.D.                                                                   | N.D.                                                                   | +1                                                                     | +1                                                                     | [ N 5 ]                                                                | +1                                                                     | +1                                                                     | +1                                                                     |                                                                        | +1                                                                     | +1                                                                     |                                                                        |                                                                        |                                                                        |                                                                        |                                                                        |                                                                        |                                                                        |                                                                        |                                                                        | –                                                                      |                                                                        |                                                                        |                                                                        |                                                                        | N.D.                                                                   |                                                                        |
| Samuel    | Non in gara | Non in gara | Non in gara | Non in gara | Non in gara | Non in gara                                                            | Non in gara                                                            | Non in gara                                                            | Non in gara                                                            | Non in gara                                                            | Non in gara                                                            | Non in gara                                                            | Non in gara                                                            | Non in gara                                                            |                                                                        | [ N 1 ] [ N 3 ]                                                        | –                                                                      |                                                                        |                                                                        | PERDE la sfida contro Umberto                                          | PERDE la sfida contro Umberto                                          | PERDE la sfida contro Umberto                                          | PERDE la sfida contro Umberto                                          | PERDE la sfida contro Umberto                                          | PERDE la sfida contro Umberto                                          | PERDE la sfida contro Umberto                                          | PERDE la sfida contro Umberto                                          | PERDE la sfida contro Umberto                                          | PERDE la sfida contro Umberto                                          | PERDE la sfida contro Umberto                                          | PERDE la sfida contro Umberto                                          | PERDE la sfida contro Umberto                                          |
| Marco     |             |             |             |             |             |                                                                        |                                                                        |                                                                        |                                                                        | [ N 6 ]                                                                |                                                                        |                                                                        |                                                                        | [ N 7 ]                                                                | ELIMINATO per decisione di Timor Steffens                              | ELIMINATO per decisione di Timor Steffens                              | ELIMINATO per decisione di Timor Steffens                              |                                                                        |                                                                        | PERDE la sfida contro Federico                                         | PERDE la sfida contro Federico                                         | PERDE la sfida contro Federico                                         | PERDE la sfida contro Federico                                         | PERDE la sfida contro Federico                                         | PERDE la sfida contro Federico                                         | PERDE la sfida contro Federico                                         | PERDE la sfida contro Federico                                         | PERDE la sfida contro Federico                                         | PERDE la sfida contro Federico                                         | PERDE la sfida contro Federico                                         | PERDE la sfida contro Federico                                         | PERDE la sfida contro Federico                                         |
| Gianmarco | Non in gara | Non in gara | Non in gara | Non in gara | Non in gara | Non in gara                                                            | Non in gara                                                            |                                                                        |                                                                        |                                                                        | N.D.                                                                   | N.D.                                                                   | N.D.                                                                   | N.D.                                                                   |                                                                        | PERDE la sfida contro Samuel                                           | PERDE la sfida contro Samuel                                           | PERDE la sfida contro Samuel                                           | PERDE la sfida contro Samuel                                           | PERDE la sfida contro Samuel                                           | PERDE la sfida contro Samuel                                           | PERDE la sfida contro Samuel                                           | PERDE la sfida contro Samuel                                           | PERDE la sfida contro Samuel                                           | PERDE la sfida contro Samuel                                           | PERDE la sfida contro Samuel                                           | PERDE la sfida contro Samuel                                           | PERDE la sfida contro Samuel                                           | PERDE la sfida contro Samuel                                           | PERDE la sfida contro Samuel                                           | PERDE la sfida contro Samuel                                           | PERDE la sfida contro Samuel                                           |
| Mimmi     | Non in gara | Non in gara | Non in gara | Non in gara |             | N.D.                                                                   | +1                                                                     | +1                                                                     | +1                                                                     |                                                                        | N.D.                                                                   |                                                                        | PERDE la sfida contro Rafael                                           | PERDE la sfida contro Rafael                                           | PERDE la sfida contro Rafael                                           | PERDE la sfida contro Rafael                                           | PERDE la sfida contro Rafael                                           | PERDE la sfida contro Rafael                                           | PERDE la sfida contro Rafael                                           | PERDE la sfida contro Rafael                                           | PERDE la sfida contro Rafael                                           | PERDE la sfida contro Rafael                                           | PERDE la sfida contro Rafael                                           | PERDE la sfida contro Rafael                                           | PERDE la sfida contro Rafael                                           | PERDE la sfida contro Rafael                                           | PERDE la sfida contro Rafael                                           | PERDE la sfida contro Rafael                                           | PERDE la sfida contro Rafael                                           | PERDE la sfida contro Rafael                                           | PERDE la sfida contro Rafael                                           | PERDE la sfida contro Rafael                                           |
| Arianna   |             |             |             |             |             | N.D.                                                                   |                                                                        |                                                                        |                                                                        |                                                                        | PERDE la sfida contro Vincenzo                                         | PERDE la sfida contro Vincenzo                                         | PERDE la sfida contro Vincenzo                                         | PERDE la sfida contro Vincenzo                                         | PERDE la sfida contro Vincenzo                                         | PERDE la sfida contro Vincenzo                                         | PERDE la sfida contro Vincenzo                                         | PERDE la sfida contro Vincenzo                                         | PERDE la sfida contro Vincenzo                                         | PERDE la sfida contro Vincenzo                                         | PERDE la sfida contro Vincenzo                                         | PERDE la sfida contro Vincenzo                                         | PERDE la sfida contro Vincenzo                                         | PERDE la sfida contro Vincenzo                                         | PERDE la sfida contro Vincenzo                                         | PERDE la sfida contro Vincenzo                                         | PERDE la sfida contro Vincenzo                                         | PERDE la sfida contro Vincenzo                                         | PERDE la sfida contro Vincenzo                                         | PERDE la sfida contro Vincenzo                                         | PERDE la sfida contro Vincenzo                                         | PERDE la sfida contro Vincenzo                                         |
| Giusy     |             |             | N.D.        |             |             | N.D.                                                                   | N.D.                                                                   | N.D.                                                                   |                                                                        | PERDE la sfida contro Gianmarco                                        | PERDE la sfida contro Gianmarco                                        | PERDE la sfida contro Gianmarco                                        | PERDE la sfida contro Gianmarco                                        | PERDE la sfida contro Gianmarco                                        | PERDE la sfida contro Gianmarco                                        | PERDE la sfida contro Gianmarco                                        | PERDE la sfida contro Gianmarco                                        | PERDE la sfida contro Gianmarco                                        | PERDE la sfida contro Gianmarco                                        | PERDE la sfida contro Gianmarco                                        | PERDE la sfida contro Gianmarco                                        | PERDE la sfida contro Gianmarco                                        | PERDE la sfida contro Gianmarco                                        | PERDE la sfida contro Gianmarco                                        | PERDE la sfida contro Gianmarco                                        | PERDE la sfida contro Gianmarco                                        | PERDE la sfida contro Gianmarco                                        | PERDE la sfida contro Gianmarco                                        | PERDE la sfida contro Gianmarco                                        | PERDE la sfida contro Gianmarco                                        | PERDE la sfida contro Gianmarco                                        | PERDE la sfida contro Gianmarco                                        |
|           |             |             |             |             |             |                                                                        |                                                                        |                                                                        |                                                                        |                                                                        |                                                                        |                                                                        |                                                                        |                                                                        |                                                                        |                                                                        |                                                                        |                                                                        |                                                                        |                                                                        |                                                                        |                                                                        |                                                                        |                                                                        |                                                                        |                                                                        |                                                                        |                                                                        |                                                                        |                                                                        |                                                                        |                                                                        |
| Daniele   |             |             | N.D.        |             |             | NON OTTIENE IL BANCO in quanto ha perso la sfida interna contro Marco  | NON OTTIENE IL BANCO in quanto ha perso la sfida interna contro Marco  | NON OTTIENE IL BANCO in quanto ha perso la sfida interna contro Marco  | NON OTTIENE IL BANCO in quanto ha perso la sfida interna contro Marco  | NON OTTIENE IL BANCO in quanto ha perso la sfida interna contro Marco  | NON OTTIENE IL BANCO in quanto ha perso la sfida interna contro Marco  | NON OTTIENE IL BANCO in quanto ha perso la sfida interna contro Marco  | NON OTTIENE IL BANCO in quanto ha perso la sfida interna contro Marco  | NON OTTIENE IL BANCO in quanto ha perso la sfida interna contro Marco  | NON OTTIENE IL BANCO in quanto ha perso la sfida interna contro Marco  | NON OTTIENE IL BANCO in quanto ha perso la sfida interna contro Marco  | NON OTTIENE IL BANCO in quanto ha perso la sfida interna contro Marco  | NON OTTIENE IL BANCO in quanto ha perso la sfida interna contro Marco  | NON OTTIENE IL BANCO in quanto ha perso la sfida interna contro Marco  | NON OTTIENE IL BANCO in quanto ha perso la sfida interna contro Marco  | NON OTTIENE IL BANCO in quanto ha perso la sfida interna contro Marco  | NON OTTIENE IL BANCO in quanto ha perso la sfida interna contro Marco  | NON OTTIENE IL BANCO in quanto ha perso la sfida interna contro Marco  | NON OTTIENE IL BANCO in quanto ha perso la sfida interna contro Marco  | NON OTTIENE IL BANCO in quanto ha perso la sfida interna contro Marco  | NON OTTIENE IL BANCO in quanto ha perso la sfida interna contro Marco  | NON OTTIENE IL BANCO in quanto ha perso la sfida interna contro Marco  | NON OTTIENE IL BANCO in quanto ha perso la sfida interna contro Marco  | NON OTTIENE IL BANCO in quanto ha perso la sfida interna contro Marco  | NON OTTIENE IL BANCO in quanto ha perso la sfida interna contro Marco  | NON OTTIENE IL BANCO in quanto ha perso la sfida interna contro Marco  | NON OTTIENE IL BANCO in quanto ha perso la sfida interna contro Marco  |
| Bad Matty |             |             | N.D.        |             |             | NON OTTIENE IL BANCO in quanto ha perso la sfida interna contro Mowgly | NON OTTIENE IL BANCO in quanto ha perso la sfida interna contro Mowgly | NON OTTIENE IL BANCO in quanto ha perso la sfida interna contro Mowgly | NON OTTIENE IL BANCO in quanto ha perso la sfida interna contro Mowgly | NON OTTIENE IL BANCO in quanto ha perso la sfida interna contro Mowgly | NON OTTIENE IL BANCO in quanto ha perso la sfida interna contro Mowgly | NON OTTIENE IL BANCO in quanto ha perso la sfida interna contro Mowgly | NON OTTIENE IL BANCO in quanto ha perso la sfida interna contro Mowgly | NON OTTIENE IL BANCO in quanto ha perso la sfida interna contro Mowgly | NON OTTIENE IL BANCO in quanto ha perso la sfida interna contro Mowgly | NON OTTIENE IL BANCO in quanto ha perso la sfida interna contro Mowgly | NON OTTIENE IL BANCO in quanto ha perso la sfida interna contro Mowgly | NON OTTIENE IL BANCO in quanto ha perso la sfida interna contro Mowgly | NON OTTIENE IL BANCO in quanto ha perso la sfida interna contro Mowgly | NON OTTIENE IL BANCO in quanto ha perso la sfida interna contro Mowgly | NON OTTIENE IL BANCO in quanto ha perso la sfida interna contro Mowgly | NON OTTIENE IL BANCO in quanto ha perso la sfida interna contro Mowgly | NON OTTIENE IL BANCO in quanto ha perso la sfida interna contro Mowgly | NON OTTIENE IL BANCO in quanto ha perso la sfida interna contro Mowgly | NON OTTIENE IL BANCO in quanto ha perso la sfida interna contro Mowgly | NON OTTIENE IL BANCO in quanto ha perso la sfida interna contro Mowgly | NON OTTIENE IL BANCO in quanto ha perso la sfida interna contro Mowgly | NON OTTIENE IL BANCO in quanto ha perso la sfida interna contro Mowgly | NON OTTIENE IL BANCO in quanto ha perso la sfida interna contro Mowgly | NON OTTIENE IL BANCO in quanto ha perso la sfida interna contro Mowgly | NON OTTIENE IL BANCO in quanto ha perso la sfida interna contro Mowgly | NON OTTIENE IL BANCO in quanto ha perso la sfida interna contro Mowgly |

### Canto
| Settimana   | 1           | 1           | 2           | 2           | 3                                                                 | 3                                                                                    | 4                                                                                    | 4                                                                                    | 5                                                                                    | 6                                                                                    | 6                                                                                    | 6                                                                                    | 7                                                                                    | 8                                                                                    | 8                                                                                    | 9                                                                                    | 9                                                                                    | 10                                                                                   | 10                                                                                   | 10                                                                                   | 11                                                                                   | 11                                                                                   | 11                                                                                   | 12                                                                                   | 13                                                                                   | 13                                                                                   | 14                                                                                   | 14                                                                                   | 15                                                                                   | 15                                                                                   | 16                                                                                   |
| ----------- | ----------- | ----------- | ----------- | ----------- | ----------------------------------------------------------------- | ------------------------------------------------------------------------------------ | ------------------------------------------------------------------------------------ | ------------------------------------------------------------------------------------ | ------------------------------------------------------------------------------------ | ------------------------------------------------------------------------------------ | ------------------------------------------------------------------------------------ | ------------------------------------------------------------------------------------ | ------------------------------------------------------------------------------------ | ------------------------------------------------------------------------------------ | ------------------------------------------------------------------------------------ | ------------------------------------------------------------------------------------ | ------------------------------------------------------------------------------------ | ------------------------------------------------------------------------------------ | ------------------------------------------------------------------------------------ | ------------------------------------------------------------------------------------ | ------------------------------------------------------------------------------------ | ------------------------------------------------------------------------------------ | ------------------------------------------------------------------------------------ | ------------------------------------------------------------------------------------ | ------------------------------------------------------------------------------------ | ------------------------------------------------------------------------------------ | ------------------------------------------------------------------------------------ | ------------------------------------------------------------------------------------ | ------------------------------------------------------------------------------------ | ------------------------------------------------------------------------------------ | ------------------------------------------------------------------------------------ |
| Tish        |             |             |             |             |                                                                   | C +1                                                                                 | C +1                                                                                 | –                                                                                    | C +2                                                                                 | C N.D.                                                                               | C N.D.                                                                               | –                                                                                    | C +2                                                                                 | C +1                                                                                 |                                                                                      | C +2                                                                                 | C +2                                                                                 | C +1                                                                                 |                                                                                      |                                                                                      | C +1                                                                                 | C +1                                                                                 |                                                                                      | C +1                                                                                 | C +1                                                                                 | C +1                                                                                 | C +1                                                                                 | C +1                                                                                 | C                                                                                    | C                                                                                    |                                                                                      |
| Giordana    |             |             |             |             |                                                                   | C                                                                                    | C                                                                                    | –                                                                                    | C                                                                                    | C                                                                                    | C                                                                                    | –                                                                                    | C +1                                                                                 | C +1                                                                                 |                                                                                      | C +1                                                                                 | C +1                                                                                 | C +1                                                                                 | C +1                                                                                 | –                                                                                    | C +1                                                                                 |                                                                                      |                                                                                      | C                                                                                    | C                                                                                    | C                                                                                    | C                                                                                    | C                                                                                    | C +1                                                                                 | C +1                                                                                 |                                                                                      |
| Alberto     | Non in gara | Non in gara | Non in gara | Non in gara |                                                                   | +1                                                                                   | +2                                                                                   | –                                                                                    | +1                                                                                   | +2                                                                                   | +2                                                                                   | –                                                                                    | +1                                                                                   | +1                                                                                   |                                                                                      |                                                                                      |                                                                                      | +1                                                                                   | +1                                                                                   | –                                                                                    | +1                                                                                   | +1                                                                                   | –                                                                                    | +2                                                                                   | +1                                                                                   |                                                                                      | +1                                                                                   | +1                                                                                   | +1                                                                                   | +1                                                                                   |                                                                                      |
| Mameli      |             |             | N.D.        |             |                                                                   |                                                                                      | N.D.                                                                                 | –                                                                                    |                                                                                      | +1                                                                                   | +1                                                                                   |                                                                                      |                                                                                      | N.D.                                                                                 |                                                                                      |                                                                                      |                                                                                      |                                                                                      |                                                                                      | –                                                                                    |                                                                                      |                                                                                      |                                                                                      |                                                                                      | +2                                                                                   | +2                                                                                   | +2                                                                                   |                                                                                      | +1                                                                                   | +1                                                                                   |                                                                                      |
| Ludovica    | Non in gara | Non in gara | Non in gara | Non in gara | Non in gara                                                       | Non in gara                                                                          | Non in gara                                                                          | Non in gara                                                                          | Non in gara                                                                          | Non in gara                                                                          | Non in gara                                                                          | Non in gara                                                                          | Non in gara                                                                          | Non in gara                                                                          |                                                                                      | +1                                                                                   | +1                                                                                   |                                                                                      |                                                                                      | –                                                                                    | +1                                                                                   | +1                                                                                   | –                                                                                    | +1                                                                                   |                                                                                      |                                                                                      | +1                                                                                   | +1                                                                                   | +1                                                                                   |                                                                                      |                                                                                      |
| Jefeo       |             |             | N.D.        |             |                                                                   | N.D.                                                                                 | N.D.                                                                                 | –                                                                                    | +1                                                                                   | +1                                                                                   | +1                                                                                   | –                                                                                    |                                                                                      | [ N 1 ]                                                                              |                                                                                      |                                                                                      | N.D.                                                                                 | +1                                                                                   | +1                                                                                   | –                                                                                    |                                                                                      |                                                                                      | –                                                                                    | +1                                                                                   | +1                                                                                   | +1                                                                                   | +1                                                                                   | +1                                                                                   |                                                                                      |                                                                                      |                                                                                      |
| Alvis       | Non in gara | Non in gara | Non in gara | Non in gara | Non in gara                                                       | Non in gara                                                                          | Non in gara                                                                          | Non in gara                                                                          | Non in gara                                                                          |                                                                                      | +1                                                                                   | –                                                                                    | +1                                                                                   | [ N 1 ]                                                                              |                                                                                      | +1                                                                                   | +1                                                                                   | +1                                                                                   | +1                                                                                   | –                                                                                    | +1                                                                                   | +1                                                                                   | –                                                                                    |                                                                                      |                                                                                      |                                                                                      |                                                                                      |                                                                                      | +1                                                                                   | +1                                                                                   |                                                                                      |
| Federica    | Non in gara | Non in gara | Non in gara | Non in gara | Non in gara                                                       | Non in gara                                                                          | Non in gara                                                                          | Non in gara                                                                          | Non in gara                                                                          | Non in gara                                                                          | Non in gara                                                                          | Non in gara                                                                          | Non in gara                                                                          | Non in gara                                                                          |                                                                                      |                                                                                      |                                                                                      |                                                                                      |                                                                                      |                                                                                      |                                                                                      |                                                                                      |                                                                                      |                                                                                      |                                                                                      |                                                                                      | N.D.                                                                                 | N.D.                                                                                 | N.D.                                                                                 | N.D.                                                                                 |                                                                                      |
| Alessandro  |             |             | N.D.        |             |                                                                   | N.D.                                                                                 | N.D.                                                                                 |                                                                                      |                                                                                      |                                                                                      |                                                                                      | –                                                                                    |                                                                                      | N.D.                                                                                 |                                                                                      | +1                                                                                   | +1                                                                                   |                                                                                      |                                                                                      |                                                                                      |                                                                                      |                                                                                      | –                                                                                    | +1                                                                                   |                                                                                      |                                                                                      |                                                                                      |                                                                                      | RITIRATO per motivi personali                                                        | RITIRATO per motivi personali                                                        | RITIRATO per motivi personali                                                        |
| Ahlana      | Non in gara | Non in gara | Non in gara | Non in gara | Non in gara                                                       | Non in gara                                                                          | Non in gara                                                                          | Non in gara                                                                          | Non in gara                                                                          | Non in gara                                                                          | Non in gara                                                                          |                                                                                      | N.D.                                                                                 | [ N 1 ]                                                                              |                                                                                      | PERDE la sfida contro Ludovica                                                       | PERDE la sfida contro Ludovica                                                       | PERDE la sfida contro Ludovica                                                       | PERDE la sfida contro Ludovica                                                       | PERDE la sfida contro Ludovica                                                       | PERDE la sfida contro Ludovica                                                       | PERDE la sfida contro Ludovica                                                       | PERDE la sfida contro Ludovica                                                       | PERDE la sfida contro Ludovica                                                       | PERDE la sfida contro Ludovica                                                       | PERDE la sfida contro Ludovica                                                       | PERDE la sfida contro Ludovica                                                       | PERDE la sfida contro Ludovica                                                       | PERDE la sfida contro Ludovica                                                       | PERDE la sfida contro Ludovica                                                       | PERDE la sfida contro Ludovica                                                       |
| Daniel      |             |             | N.D.        |             |                                                                   | N.D.                                                                                 |                                                                                      |                                                                                      | N.D.                                                                                 |                                                                                      |                                                                                      | –                                                                                    | N.D.                                                                                 | N.D.                                                                                 |                                                                                      | PERDE la sfida contro Federica                                                       | PERDE la sfida contro Federica                                                       | PERDE la sfida contro Federica                                                       | PERDE la sfida contro Federica                                                       | PERDE la sfida contro Federica                                                       | PERDE la sfida contro Federica                                                       | PERDE la sfida contro Federica                                                       | PERDE la sfida contro Federica                                                       | PERDE la sfida contro Federica                                                       | PERDE la sfida contro Federica                                                       | PERDE la sfida contro Federica                                                       | PERDE la sfida contro Federica                                                       | PERDE la sfida contro Federica                                                       | PERDE la sfida contro Federica                                                       | PERDE la sfida contro Federica                                                       | PERDE la sfida contro Federica                                                       |
| Giacomo Eva |             |             | N.D.        |             |                                                                   | N.D.                                                                                 | N.D.                                                                                 | –                                                                                    | +1                                                                                   |                                                                                      | PERDE la sfida contro Alvis                                                          | PERDE la sfida contro Alvis                                                          | PERDE la sfida contro Alvis                                                          | PERDE la sfida contro Alvis                                                          | PERDE la sfida contro Alvis                                                          | PERDE la sfida contro Alvis                                                          | PERDE la sfida contro Alvis                                                          | PERDE la sfida contro Alvis                                                          | PERDE la sfida contro Alvis                                                          | PERDE la sfida contro Alvis                                                          | PERDE la sfida contro Alvis                                                          | PERDE la sfida contro Alvis                                                          | PERDE la sfida contro Alvis                                                          | PERDE la sfida contro Alvis                                                          | PERDE la sfida contro Alvis                                                          | PERDE la sfida contro Alvis                                                          | PERDE la sfida contro Alvis                                                          | PERDE la sfida contro Alvis                                                          | PERDE la sfida contro Alvis                                                          | PERDE la sfida contro Alvis                                                          | PERDE la sfida contro Alvis                                                          |
|             |             |             |             |             |                                                                   |                                                                                      |                                                                                      |                                                                                      |                                                                                      |                                                                                      |                                                                                      |                                                                                      |                                                                                      |                                                                                      |                                                                                      |                                                                                      |                                                                                      |                                                                                      |                                                                                      |                                                                                      |                                                                                      |                                                                                      |                                                                                      |                                                                                      |                                                                                      |                                                                                      |                                                                                      |                                                                                      |                                                                                      |                                                                                      |                                                                                      |
| Yamatt      |             |             | N.D.        |             |                                                                   | NON OTTIENE IL BANCO in quanto ha perso la sfida interna contro Giusy e Jefeo        | NON OTTIENE IL BANCO in quanto ha perso la sfida interna contro Giusy e Jefeo        | NON OTTIENE IL BANCO in quanto ha perso la sfida interna contro Giusy e Jefeo        | NON OTTIENE IL BANCO in quanto ha perso la sfida interna contro Giusy e Jefeo        | NON OTTIENE IL BANCO in quanto ha perso la sfida interna contro Giusy e Jefeo        | NON OTTIENE IL BANCO in quanto ha perso la sfida interna contro Giusy e Jefeo        | NON OTTIENE IL BANCO in quanto ha perso la sfida interna contro Giusy e Jefeo        | NON OTTIENE IL BANCO in quanto ha perso la sfida interna contro Giusy e Jefeo        | NON OTTIENE IL BANCO in quanto ha perso la sfida interna contro Giusy e Jefeo        | NON OTTIENE IL BANCO in quanto ha perso la sfida interna contro Giusy e Jefeo        | NON OTTIENE IL BANCO in quanto ha perso la sfida interna contro Giusy e Jefeo        | NON OTTIENE IL BANCO in quanto ha perso la sfida interna contro Giusy e Jefeo        | NON OTTIENE IL BANCO in quanto ha perso la sfida interna contro Giusy e Jefeo        | NON OTTIENE IL BANCO in quanto ha perso la sfida interna contro Giusy e Jefeo        | NON OTTIENE IL BANCO in quanto ha perso la sfida interna contro Giusy e Jefeo        | NON OTTIENE IL BANCO in quanto ha perso la sfida interna contro Giusy e Jefeo        | NON OTTIENE IL BANCO in quanto ha perso la sfida interna contro Giusy e Jefeo        | NON OTTIENE IL BANCO in quanto ha perso la sfida interna contro Giusy e Jefeo        | NON OTTIENE IL BANCO in quanto ha perso la sfida interna contro Giusy e Jefeo        | NON OTTIENE IL BANCO in quanto ha perso la sfida interna contro Giusy e Jefeo        | NON OTTIENE IL BANCO in quanto ha perso la sfida interna contro Giusy e Jefeo        | NON OTTIENE IL BANCO in quanto ha perso la sfida interna contro Giusy e Jefeo        | NON OTTIENE IL BANCO in quanto ha perso la sfida interna contro Giusy e Jefeo        | NON OTTIENE IL BANCO in quanto ha perso la sfida interna contro Giusy e Jefeo        | NON OTTIENE IL BANCO in quanto ha perso la sfida interna contro Giusy e Jefeo        | NON OTTIENE IL BANCO in quanto ha perso la sfida interna contro Giusy e Jefeo        |
| Ellynora    |             |             | N.D.        |             |                                                                   | NON OTTIENE IL BANCO in quanto ha perso la sfida interna contro Giacomo e Alessandro | NON OTTIENE IL BANCO in quanto ha perso la sfida interna contro Giacomo e Alessandro | NON OTTIENE IL BANCO in quanto ha perso la sfida interna contro Giacomo e Alessandro | NON OTTIENE IL BANCO in quanto ha perso la sfida interna contro Giacomo e Alessandro | NON OTTIENE IL BANCO in quanto ha perso la sfida interna contro Giacomo e Alessandro | NON OTTIENE IL BANCO in quanto ha perso la sfida interna contro Giacomo e Alessandro | NON OTTIENE IL BANCO in quanto ha perso la sfida interna contro Giacomo e Alessandro | NON OTTIENE IL BANCO in quanto ha perso la sfida interna contro Giacomo e Alessandro | NON OTTIENE IL BANCO in quanto ha perso la sfida interna contro Giacomo e Alessandro | NON OTTIENE IL BANCO in quanto ha perso la sfida interna contro Giacomo e Alessandro | NON OTTIENE IL BANCO in quanto ha perso la sfida interna contro Giacomo e Alessandro | NON OTTIENE IL BANCO in quanto ha perso la sfida interna contro Giacomo e Alessandro | NON OTTIENE IL BANCO in quanto ha perso la sfida interna contro Giacomo e Alessandro | NON OTTIENE IL BANCO in quanto ha perso la sfida interna contro Giacomo e Alessandro | NON OTTIENE IL BANCO in quanto ha perso la sfida interna contro Giacomo e Alessandro | NON OTTIENE IL BANCO in quanto ha perso la sfida interna contro Giacomo e Alessandro | NON OTTIENE IL BANCO in quanto ha perso la sfida interna contro Giacomo e Alessandro | NON OTTIENE IL BANCO in quanto ha perso la sfida interna contro Giacomo e Alessandro | NON OTTIENE IL BANCO in quanto ha perso la sfida interna contro Giacomo e Alessandro | NON OTTIENE IL BANCO in quanto ha perso la sfida interna contro Giacomo e Alessandro | NON OTTIENE IL BANCO in quanto ha perso la sfida interna contro Giacomo e Alessandro | NON OTTIENE IL BANCO in quanto ha perso la sfida interna contro Giacomo e Alessandro | NON OTTIENE IL BANCO in quanto ha perso la sfida interna contro Giacomo e Alessandro | NON OTTIENE IL BANCO in quanto ha perso la sfida interna contro Giacomo e Alessandro | NON OTTIENE IL BANCO in quanto ha perso la sfida interna contro Giacomo e Alessandro | NON OTTIENE IL BANCO in quanto ha perso la sfida interna contro Giacomo e Alessandro |
| Kevin Payne |             |             | N.D.        |             |                                                                   | NON OTTIENE IL BANCO in quanto ha perso la sfida interna contro Daniel               | NON OTTIENE IL BANCO in quanto ha perso la sfida interna contro Daniel               | NON OTTIENE IL BANCO in quanto ha perso la sfida interna contro Daniel               | NON OTTIENE IL BANCO in quanto ha perso la sfida interna contro Daniel               | NON OTTIENE IL BANCO in quanto ha perso la sfida interna contro Daniel               | NON OTTIENE IL BANCO in quanto ha perso la sfida interna contro Daniel               | NON OTTIENE IL BANCO in quanto ha perso la sfida interna contro Daniel               | NON OTTIENE IL BANCO in quanto ha perso la sfida interna contro Daniel               | NON OTTIENE IL BANCO in quanto ha perso la sfida interna contro Daniel               | NON OTTIENE IL BANCO in quanto ha perso la sfida interna contro Daniel               | NON OTTIENE IL BANCO in quanto ha perso la sfida interna contro Daniel               | NON OTTIENE IL BANCO in quanto ha perso la sfida interna contro Daniel               | NON OTTIENE IL BANCO in quanto ha perso la sfida interna contro Daniel               | NON OTTIENE IL BANCO in quanto ha perso la sfida interna contro Daniel               | NON OTTIENE IL BANCO in quanto ha perso la sfida interna contro Daniel               | NON OTTIENE IL BANCO in quanto ha perso la sfida interna contro Daniel               | NON OTTIENE IL BANCO in quanto ha perso la sfida interna contro Daniel               | NON OTTIENE IL BANCO in quanto ha perso la sfida interna contro Daniel               | NON OTTIENE IL BANCO in quanto ha perso la sfida interna contro Daniel               | NON OTTIENE IL BANCO in quanto ha perso la sfida interna contro Daniel               | NON OTTIENE IL BANCO in quanto ha perso la sfida interna contro Daniel               | NON OTTIENE IL BANCO in quanto ha perso la sfida interna contro Daniel               | NON OTTIENE IL BANCO in quanto ha perso la sfida interna contro Daniel               | NON OTTIENE IL BANCO in quanto ha perso la sfida interna contro Daniel               | NON OTTIENE IL BANCO in quanto ha perso la sfida interna contro Daniel               | NON OTTIENE IL BANCO in quanto ha perso la sfida interna contro Daniel               |
| Noemi       |             |             | N.D.        |             | NON OTTIENE IL BANCO in quanto ha ricevuto il punteggio più basso | NON OTTIENE IL BANCO in quanto ha ricevuto il punteggio più basso                    | NON OTTIENE IL BANCO in quanto ha ricevuto il punteggio più basso                    | NON OTTIENE IL BANCO in quanto ha ricevuto il punteggio più basso                    | NON OTTIENE IL BANCO in quanto ha ricevuto il punteggio più basso                    | NON OTTIENE IL BANCO in quanto ha ricevuto il punteggio più basso                    | NON OTTIENE IL BANCO in quanto ha ricevuto il punteggio più basso                    | NON OTTIENE IL BANCO in quanto ha ricevuto il punteggio più basso                    | NON OTTIENE IL BANCO in quanto ha ricevuto il punteggio più basso                    | NON OTTIENE IL BANCO in quanto ha ricevuto il punteggio più basso                    | NON OTTIENE IL BANCO in quanto ha ricevuto il punteggio più basso                    | NON OTTIENE IL BANCO in quanto ha ricevuto il punteggio più basso                    | NON OTTIENE IL BANCO in quanto ha ricevuto il punteggio più basso                    | NON OTTIENE IL BANCO in quanto ha ricevuto il punteggio più basso                    | NON OTTIENE IL BANCO in quanto ha ricevuto il punteggio più basso                    | NON OTTIENE IL BANCO in quanto ha ricevuto il punteggio più basso                    | NON OTTIENE IL BANCO in quanto ha ricevuto il punteggio più basso                    | NON OTTIENE IL BANCO in quanto ha ricevuto il punteggio più basso                    | NON OTTIENE IL BANCO in quanto ha ricevuto il punteggio più basso                    | NON OTTIENE IL BANCO in quanto ha ricevuto il punteggio più basso                    | NON OTTIENE IL BANCO in quanto ha ricevuto il punteggio più basso                    | NON OTTIENE IL BANCO in quanto ha ricevuto il punteggio più basso                    | NON OTTIENE IL BANCO in quanto ha ricevuto il punteggio più basso                    | NON OTTIENE IL BANCO in quanto ha ricevuto il punteggio più basso                    | NON OTTIENE IL BANCO in quanto ha ricevuto il punteggio più basso                    | NON OTTIENE IL BANCO in quanto ha ricevuto il punteggio più basso                    | NON OTTIENE IL BANCO in quanto ha ricevuto il punteggio più basso                    |
| Sofia       |             |             | N.D.        |             | NON OTTIENE IL BANCO in quanto ha ricevuto il punteggio più basso | NON OTTIENE IL BANCO in quanto ha ricevuto il punteggio più basso                    | NON OTTIENE IL BANCO in quanto ha ricevuto il punteggio più basso                    | NON OTTIENE IL BANCO in quanto ha ricevuto il punteggio più basso                    | NON OTTIENE IL BANCO in quanto ha ricevuto il punteggio più basso                    | NON OTTIENE IL BANCO in quanto ha ricevuto il punteggio più basso                    | NON OTTIENE IL BANCO in quanto ha ricevuto il punteggio più basso                    | NON OTTIENE IL BANCO in quanto ha ricevuto il punteggio più basso                    | NON OTTIENE IL BANCO in quanto ha ricevuto il punteggio più basso                    | NON OTTIENE IL BANCO in quanto ha ricevuto il punteggio più basso                    | NON OTTIENE IL BANCO in quanto ha ricevuto il punteggio più basso                    | NON OTTIENE IL BANCO in quanto ha ricevuto il punteggio più basso                    | NON OTTIENE IL BANCO in quanto ha ricevuto il punteggio più basso                    | NON OTTIENE IL BANCO in quanto ha ricevuto il punteggio più basso                    | NON OTTIENE IL BANCO in quanto ha ricevuto il punteggio più basso                    | NON OTTIENE IL BANCO in quanto ha ricevuto il punteggio più basso                    | NON OTTIENE IL BANCO in quanto ha ricevuto il punteggio più basso                    | NON OTTIENE IL BANCO in quanto ha ricevuto il punteggio più basso                    | NON OTTIENE IL BANCO in quanto ha ricevuto il punteggio più basso                    | NON OTTIENE IL BANCO in quanto ha ricevuto il punteggio più basso                    | NON OTTIENE IL BANCO in quanto ha ricevuto il punteggio più basso                    | NON OTTIENE IL BANCO in quanto ha ricevuto il punteggio più basso                    | NON OTTIENE IL BANCO in quanto ha ricevuto il punteggio più basso                    | NON OTTIENE IL BANCO in quanto ha ricevuto il punteggio più basso                    | NON OTTIENE IL BANCO in quanto ha ricevuto il punteggio più basso                    | NON OTTIENE IL BANCO in quanto ha ricevuto il punteggio più basso                    | NON OTTIENE IL BANCO in quanto ha ricevuto il punteggio più basso                    |

## Squadre del pomeridiano
Durante la terza puntata la classe si completa con l'assegnazione di tutti i 14 banchi: vengono così formate le due nuove squadre del pomeridiano, composte da 7 elementi ciascuna divisi equamente in 4 cantanti e 3 ballerini; la produzione nomina capitani le prime due ragazze ad aver preso il banco, Giordana e Tish, che scelgono di chiamare le proprie squadre rispettivamente Atene e Sparta.
Con l'ingresso della cantante Ahlana e la temporanea eliminazione del ballerino Marco (7ª puntata), Atene ha un cantante in più e un ballerino in meno. Dall'8ª puntata invece, con l'ingresso della ballerina Valentina e la conferma della temporanea eliminazione del ballerino Marco, Atene ha un elemento in più. Dalla 9ª puntata, con l'ingresso del ballerino Federico al posto di Marco e della cantante Ludovica al posto di Ahlana, con quest'ultima dirottata a Sparta, si ristabilisce la parità (4 cantanti e 4 ballerini per parte).
| ATENE      | ATENE                         | ATENE        | SPARTA   | SPARTA                      | SPARTA       |
| Nome       | Nome                          | Disciplina   | Nome     | Nome                        | Disciplina   |
| Capitani   | Capitani                      | Capitani     | Capitani | Capitani                    | Capitani     |
| ---------- | ----------------------------- | ------------ | -------- | --------------------------- | ------------ |
|            | Tish (Tijana Boric)           | canto        |          | Giordana Angi               | cantautorato |
| Componenti |                               |              |          |                             |              |
|            | Rafael Quenedit Castro        | classico     |          | Vincenzo Di Primo           | classico     |
|            | Valentina Vernia              | hip hop      |          | Umberto Gaudino             | latino       |
|            | Mameli (Mario Castiglione)    | cantautorato |          | Alberto Urso                | lirico       |
|            | Alvis (Alvise De Spirt)       | rap          |          | Mowgly (Cristian Bilardi)   | break        |
|            | Federica Marinari             | canto        |          | Ludovica Caniglia           | canto        |
|            | Federico Milan                | ballo        |          | Jefeo (Fabio Migliano)      | rap          |
|            | Miguel Chavez                 | ballo        |          | Alessandro Casillo          | canto        |
|            | Marco Alimenti                | hip hop      |          | Samuel Santarelli           | latino       |
|            | Ahlana (Federica Magistro)    | canto        |          | Gianmarco Galati            | latino       |
|            | Daniel Piccirillo             | canto        |          | Giacomo Eva (Giacomo Runco) | canto        |
|            | Mimmi (Anna Maria Ciccarelli) | ballo        |          | Arianna Forte               | hip hop      |
|            | Giusy Romaldi                 | ballo        |          |                             |              |

- Nella 5ª puntata del 15 dicembre 2018 si verifica la prima variazione nella Squadra di Atene, con Gianmarco che vince la sfida contro Giusy, prendendone il posto[5].
- Nella 6ª puntata del 12 gennaio 2019 si verificano ben 3 variazioni nell'organico della classe, 2 nella Squadra di Sparta e 1 nella Squadra di Atene: per quanto concerne la prima, Arianna e Giacomo Eva perdono le proprie sfide lasciando il posto rispettivamente a Vincenzo ed Alvis, mentre per la seconda è Mimmi a perdere la propria sfida in favore di Rafael.
- Nella puntata del day-time del 15 gennaio 2019 fa il suo ingresso nella scuola la cantante Ahlana, fortemente voluta da Alex Britti. Date le difficoltà di Atene, uscita sconfitta in tutte le sfide fin qui disputate, la ragazza diviene un nuovo elemento della suddetta squadra; inoltre, per risollevarne le sorti, i professori optano per 2 cambi di schieramento: Alessandro e Gianmarco passano a Sparta, mentre Alvis e Miguel compiono il percorso inverso.
- Nella 7ª puntata del 19 gennaio 2019 Timor Steffens decide di eliminare il ballerino Marco, a suo dire "senza potenziale". La decisione porta ad una plateale protesta da parte degli allievi, i quali durante la settimana decidono di occupare la scuola, apporre striscioni rivendicanti il diritto allo studio e rifiutare ogni contatto con i professori contrari all'iniziativa; i ragazzi contestano non l'eliminazione in sé, bensì il modo in cui essa è arrivata, con l'insegnante fermamente convinto a non voler lavorare con Marco e nel non assegnargli alcuna coreografia[6][7].
- Nell'8ª puntata del 26 gennaio 2019 si verificano 2 variazioni nell'organico della classe, una per parte: nella squadra di Sparta Gianmarco perde la propria sfida in favore di Samuel, mentre in quella di Atene fa il suo ingresso Valentina, fortemente voluta da Timor Steffens.
- Nella puntata del day-time del 29 gennaio 2019 la produzione decide di scambiare i capitani dei due schieramenti, adducendo come motivazione le continue divergenze tra Tish e Alberto: dalla 9ª puntata dunque Tish diviene il nuovo capitano di Atene, mentre Giordana assume il comando di Sparta[8].
- Nelle puntate del day-time del 30 e 31 gennaio si verificano 2 variazioni nell'organico di Atene: Federica vince la sfida contro Daniel, mentre Ahlana lascia il posto a Ludovica. Quest'ultima, per ristabilire la parità, viene trasferita a Sparta.
- Nella 9ª puntata del 2 febbraio 2019 si verificano 2 nuove variazioni nell'organico della classe, una per parte: nella squadra di Atene Marco perde la propria sfida lasciando il posto a Federico, mentre in quella di Sparta è Samuel a perdere la propria sfida in favore di Umberto.

### Riassunto sfide
|       | Risultati |        | Puntata | Sfida |
| ----- | --------- | ------ | ------- | ----- |
| ATENE | 0-3       | SPARTA | 3       | 1     |
| ATENE | 1-3       | SPARTA | 4       | 1     |
| ATENE | 1-2       | SPARTA | 5       | 1     |
| ATENE | 0-3       | SPARTA | 5       | 2     |
| ATENE | 0-2       | SPARTA | 6       | 1     |
| ATENE | 2-3       | SPARTA | 6       | 2     |
| ATENE | 1-2       | SPARTA | 7       | 1     |
| ATENE | 2-1       | SPARTA | 7       | 2     |
| ATENE | 1-2       | SPARTA | 8       | 1     |
| ATENE | 1-2       | SPARTA | 8       | 2     |
| ATENE | 3-2       | SPARTA | 9       | 1     |
| ATENE | 0-2       | SPARTA | 9       | 2     |
| ATENE | 3-2       | SPARTA | 10      | 1     |
| ATENE | 1-2       | SPARTA | 10      | 2     |
| ATENE | 1-3       | SPARTA | 11      | 1     |
| ATENE | 2-3       | SPARTA | 11      | 2     |
| ATENE | 1-3       | SPARTA | 12      | 1     |
| ATENE | 2-3       | SPARTA | 12      | 2     |
| ATENE | 2-3       | SPARTA | 13      | 1     |
| ATENE | 2-1       | SPARTA | 13      | 2     |
| ATENE | 2-3       | SPARTA | 14      | 1     |
| ATENE | 3-1       | SPARTA | 14      | 2     |
| ATENE | 0-3       | SPARTA | 15      | 1     |
| ATENE | 3-2       | SPARTA | 15      | 2     |

## Settimane
Legenda:
     Ballo
     Canto

### Settimana 1

#### 1ª puntata
Ospiti: Irama
Nella puntata di sabato 17 novembre vengono selezionati i 19 ragazzi che diventano candidati al banco. Viene poi rivelato che i banchi disponibili saranno solo 12. La commissione di ballo e quella di canto scelgono a chi assegnare i primi 2 banchi: per il canto viene scelta Giordana Angi, per il ballo Miguel Chavez. Tutti gli altri candidati si esibiscono e vengono valutati dall'intera commissione (canto e ballo). Viene quindi stilata una classifica per assegnare il terzo banco.
| Candidato/a al banco | Esito |
| -------------------- | ----- |
| ARIANNA              | 8,6   |
| DANIELE              | 8,4   |
| TISH                 | 8,4   |
| BAD MATTY            | 8,2   |
| MOWGLY               | 8     |
| JEFEO                | 7,9   |
| MAMELI               | 7,7   |
| SOFIA                | 7,4   |
| GIUSY                | 7,4   |
| GIACOMO EVA          | 7,2   |
| ALESSANDRO           | 7,2   |
| KEVIN PAYNE          | 7,1   |
| ELLYNORA             | 7,1   |
| DANIEL               | 7     |
| MARCO                | 7     |
| NOEMI                | 6,8   |
| YAMATT               | 6,8   |

Arianna e Tish, prime classificate nel canto e nel ballo, si esibiscono nuovamente e la commissione decide di assegnare il banco a Tish.
| Candidata al banco | Esito |
| ------------------ | ----- |
| TISH               | 8,5   |
| ARIANNA            | 8,3   |

### Settimana 2

#### 2ª puntata
Ospiti: Annalisa, Mr. Rain
Nella puntata di sabato 24 novembre si esibiscono per primi i concorrenti che hanno già ottenuto il banco, le cui esibizioni vengono valutate.
| Allievo/a | Esibizione                       | Esito |
| --------- | -------------------------------- | ----- |
| GIORDANA  | Chiedo di non chiedere (inedito) | 8,25  |
| TISH      | Beautiful                        | 7,75  |
| MIGUEL    | Dinero                           | 6,75  |

I 3 concorrenti possono quindi scegliere uno dei candidati al banco a testa e i 3 scelti si sfidano per ottenere un nuovo banco. 
| Candidata al banco | Esito                |
| ------------------ | -------------------- |
| ARIANNA            | Ottiene il banco     |
| MOWGLY             | Non ottiene il banco |
| MARCO              | Non ottiene il banco |

I candidati restanti vengono divisi in 3 gruppi, si esibiscono e vengono valutati (Mowgly e Marco non si esibiscono nuovamente e conservano il voto dell'esibizione precedente). I primi classificati di ogni gruppo si sfidano per ottenere un altro banco. Gli ultimi classificati invece concorrono per l'eliminazione.
| PRIMO GRUPPO         | PRIMO GRUPPO                |
| Candidato/a al banco | Esito                       |
| -------------------- | --------------------------- |
| MOWGLY               | Non concorre per il banco   |
| ALESSANDRO           | Concorre per il banco       |
| GIUSY                | Non concorre per il banco   |
| YAMATT               | Non concorre per il banco   |
| SOFIA                | Concorre per l'eliminazione |

| SECONDO GRUPPO       | SECONDO GRUPPO              |
| Candidato/a al banco | Esito                       |
| -------------------- | --------------------------- |
| MARCO                | Non concorre per il banco   |
| GIACOMO EVA          | Concorre per l'eliminazione |
| BAD MATTY            | Non concorre per il banco   |
| KEVIN PAYNE          | Non concorre per il banco   |
| JEFEO                | Concorre per il banco       |

| TERZO GRUPPO         | TERZO GRUPPO                |
| Candidato/a al banco | Esito                       |
| -------------------- | --------------------------- |
| ELLYNORA             | Non concorre per il banco   |
| DANIEL               | Non concorre per il banco   |
| NOEMI                | Concorre per l'eliminazione |
| MAMELI               | Concorre per il banco       |
| DANIELE              | Non concorre per il banco   |

Alessandro, Jefeo e Mameli si esibiscono nuovamente e chi ottiene il voto più alto ottiene il banco.
| Candidato al banco | Esito                |
| ------------------ | -------------------- |
| ALESSANDRO         | Non ottiene il banco |
| JEFEO              | Non ottiene il banco |
| MAMELI             | Ottiene il banco     |

Giacomo Eva, Sofia e Noemi si esibiscono nuovamente e i 2 che ottengono il voto più basso vengono eliminati.
| Candidato/a al banco | Esito     |
| -------------------- | --------- |
| GIACOMO EVA          | Salvo     |
| SOFIA                | Eliminata |
| NOEMI                | Eliminata |

### Settimana 3

#### 3ª puntata
Nella puntata di sabato 1º dicembre la classe si forma interamente con l'assegnazione di tutti i banchi. I professori decidono quindi i candidati al banco che si confrontano in sfide dirette: il vincitore ottiene il banco, chi perde viene eliminato.
| PROVA    | DANIEL              | KEVIN PAYNE |
| -------- | ------------------- | ----------- |
| I        | Stavo pensando a te | La fine     |
| VITTORIA | DANIEL              | KEVIN PAYNE |

| PROVA    | MARCO                   | DANIELE  |
| I        | Se piovesse il tuo nome | Movement |
| VITTORIA | MARCO                   | DANIELE  |

| PROVA    | MOWGLY             | BAD MATTY          |
| I        | Battle (freestyle) | Battle (freestyle) |
| VITTORIA | MOWGLY             | BAD MATTY          |

| PROVA    | GIACOMO EVA  | ALESSANDRO | ELLYNORA |
| I        | Oggi sono io | A te       | Happier  |
| VITTORIA | GIACOMO EVA  | ALESSANDRO | ELLYNORA |

| PROVA    | JEFEO           | YAMATT          | GIUSY   |
| I        | Relax (inedito) | Leone (inedito) | Goodbye |
| VITTORIA | JEFEO           | GIUSY           | YAMATT  |

Entrano nella scuola ottenendo direttamente un banco con l'unanimità dell'intera commissione il cantante lirico Alberto e la ballerina Anna Maria detta Mimmi.
| Allievo/a | Esibizione | Esito            |
| --------- | ---------- | ---------------- |
| ALBERTO   | O sole mio | Ottiene il banco |
| MIMMI     | 7 Seconds  | Ottiene il banco |

Sfida a squadre
Nella seconda parte della puntata, si svolge la prima sfida a squadre.
| PROVA    | SQUADRA DI GIORDANA          | SQUADRA DI GIORDANA | PUNTI               | PUNTI               | SQUADRA DI TISH     | SQUADRA DI TISH     |
| -------- | ---------------------------- | ------------------- | ------------------- | ------------------- | ------------------- | ------------------- |
| I        | Giordana                     | La notte            | 0                   | 1                   | TISH                | Fever               |
| II       | Marco                        | Work it             | 0                   | 1                   | MOWGLY              | Ain't No Other Man  |
| III      | Mameli                       | Tu non mi basti mai | 0                   | 1                   | ALBERTO             | Your song           |
| VITTORIA | SQUADRA DI TISH 3-0          | SQUADRA DI TISH 3-0 | SQUADRA DI TISH 3-0 | SQUADRA DI TISH 3-0 | SQUADRA DI TISH 3-0 | SQUADRA DI TISH 3-0 |
|          | IN SFIDA IMMEDIATA: GIORDANA |                     |                     |                     |                     |                     |

| PROVA                               | GIORDANA                         | NOEMI                |
| Commissario esterno: Paolo Giordano |                                  |                      |
| I                                   | Formidable                       | La sera dei miracoli |
| II                                  | Chiedo di non chiedere (inedito) | God of Mercy         |
| VITTORIA                            | GIORDANA                         | NOEMI                |

### Settimana 4

#### 4ª puntata
All'inizio della puntata di sabato 8 dicembre i 3 allievi che avevano ricevuto un compito durante la settimana svolgono l'esame, giudicati dal professore che glielo aveva assegnato: chi non supera l'esame non può partecipare alla sfida a squadre.
| Allievo    | Esibizione        | Prof. richiedente | Esito              |
| ---------- | ----------------- | ----------------- | ------------------ |
| MAMELI     | Zingara           | R. Zerbi          | Non supera l'esame |
| MIGUEL     | Test di conteggio | A. Celentano      | Supera l'esame     |
| ALESSANDRO | Vedrai, vedrai    | A. Britti         | Supera l'esame     |

Sfida a squadre
La puntata procede con la sfida a squadre.
| PROVA    | SQUADRA ATENE                     | SQUADRA ATENE       | PUNTI              | PUNTI              | SQUADRA SPARTA     | SQUADRA SPARTA         |
| -------- | --------------------------------- | ------------------- | ------------------ | ------------------ | ------------------ | ---------------------- |
| I        | Giordana e Daniel                 | Complici            | 0                  | 1                  | TISH e ALBERTO     | There must be an angel |
| II       | MIMMI                             | 7 Seconds           | 1                  | 0                  | Arianna            | Feel it still          |
| III      | Daniel                            | Chiama me (inedito) | 0                  | 1                  | ALBERTO            | La donna è mobile      |
| IV       | Marco                             | Torna a casa        | 0                  | 1                  | MOWGLY             | Sneak Peak             |
| VITTORIA | SQUADRA SPARTA 3-1                | SQUADRA SPARTA 3-1  | SQUADRA SPARTA 3-1 | SQUADRA SPARTA 3-1 | SQUADRA SPARTA 3-1 | SQUADRA SPARTA 3-1     |
| VITTORIA | IN SFIDA IMMEDIATA: SQUADRA ATENE |                     |                    |                    |                    |                        |

Si svolgono quindi le sfide di tutti i componenti della squadra “Atene”, in quanto squadra perdente della sfida a squadre.
| PROVA                                | GIORDANA        | VERONICA       |
| Commissario esterno: Adriano Pennino |                 |                |
| I                                    | If I were a boy | Turning tables |
| VITTORIA                             | GIORDANA        | VERONICA       |

| PROVA                           | GIUSY             | FEDERICA      |
| Commissario esterno: Emanuel Lo |                   |               |
| I                               | Pianeti           | The end       |
| II                              | Che sia benedetta | Crazy in love |
| VITTORIA                        | GIUSY             | FEDERICA      |

| PROVA                                | MAMELI                     | MARTINA         |
| Commissario esterno: Adriano Pennino |                            |                 |
| I                                    | Ci vogliamo bene (inedito) | A natural woman |
| VITTORIA                             | MAMELI                     | MARTINA         |

#### Day-time
Nel day-time del 10 dicembre vengono trasmesse le altre sfide dei componenti della squadra Atene.
| PROVA                                | ALESSANDRO  | MICHELANGELO       |
| Commissario esterno: Adriano Pennino |             |                    |
| I                                    | In my blood | Fatti avanti amore |
| VITTORIA                             | ALESSANDRO  | MICHELANGELO       |

| PROVA                           | MIMMI       | FRANCESCO   |
| Commissario esterno: Emanuel Lo |             |             |
| I                               | Land of all | Run boy run |
| VITTORIA                        | MIMMI       | FRANCESCO   |

| PROVA                                | DANIEL               | CARLOTTA              |
| Commissario esterno: Adriano Pennino |                      |                       |
| I                                    | Per sempre (inedito) | Love is a losing game |
| VITTORIA                             | DANIEL               | CARLOTTA              |

### Settimana 5

#### 5ª puntata
Ospiti: Marco Carta

##### 1ª sfida a squadre
| PROVA    | SQUADRA ATENE             | SQUADRA ATENE               | PUNTI              | PUNTI              | SQUADRA SPARTA     | SQUADRA SPARTA              |
| -------- | ------------------------- | --------------------------- | ------------------ | ------------------ | ------------------ | --------------------------- |
| I        | Giordana e Mameli         | Il conforto                 | 0                  | 1                  | TISH e ALBERTO     | Ave Maria                   |
| II       | MIMMI                     | COMPARATA BALLO Dark shapes | 1                  | 0                  | Arianna            | COMPARATA BALLO Dark shapes |
| III      | Alessandro                | Il ballo delle incertezze   | 0                  | 1                  | JEFEO              | Silenzio (inedito)          |
| VITTORIA | SQUADRA SPARTA 2-1        | SQUADRA SPARTA 2-1          | SQUADRA SPARTA 2-1 | SQUADRA SPARTA 2-1 | SQUADRA SPARTA 2-1 | SQUADRA SPARTA 2-1          |
| VITTORIA | IN SFIDA IMMEDIATA: GIUSY |                             |                    |                    |                    |                             |

| PROVA                              | GIUSY                              | GIANMARCO                          |
| Commissario esterno: Mauro Mosconi | Commissario esterno: Mauro Mosconi | Commissario esterno: Mauro Mosconi |
| ---------------------------------- | ---------------------------------- | ---------------------------------- |
| I                                  | Mondiale                           | La grange                          |
| II                                 | -                                  | The way                            |
| VITTORIA                           | GIANMARCO                          | GIUSY                              |

##### 2ª sfida a squadre
Nella seconda sfida, viene concesso alle squadre di decidere gli schieramenti, una volta ciascuno. Viene data inoltre la possibilità alla squadra Atene, perdente in tutte le sfide a squadre precedenti, di scambiare due componenti della propria squadra (ad eccezione di Giordana, Mameli, Tish e Alberto), con quella avversaria. La proposta viene però rifiutata.
| PROVA    | SQUADRA ATENE              | SQUADRA ATENE             | PUNTI              | PUNTI              | SQUADRA SPARTA     | SQUADRA SPARTA      |
| -------- | -------------------------- | ------------------------- | ------------------ | ------------------ | ------------------ | ------------------- |
| I        | Giordana                   | Sally                     | 0                  | 1                  | GIACOMO EVA        | Cade la pioggia     |
| II       | Marco                      | Womanizer                 | 0                  | 1                  | MIGUEL             | Voglio              |
| III      | Mameli                     | Milioni di cose (inedito) | 0                  | 1                  | TISH               | My life is going on |
| VITTORIA | SQUADRA SPARTA 3-0         | SQUADRA SPARTA 3-0        | SQUADRA SPARTA 3-0 | SQUADRA SPARTA 3-0 | SQUADRA SPARTA 3-0 | SQUADRA SPARTA 3-0  |
| VITTORIA | IN SFIDA IMMEDIATA: DANIEL |                           |                    |                    |                    |                     |

| PROVA                             | DANIEL              | SAMUELE                      |
| Commissario esterno: Luca Dondoni |                     |                              |
| I                                 | Chiama me (inedito) | Siamo solo io e te (inedito) |
| VITTORIA                          | DANIEL              | SAMUELE                      |

### Settimana 6

#### 6ª puntata
La puntata di sabato 12 gennaio si apre con una sfida interna per designare lo sfidante di Vincenzo, ballerino classico proposto durante la settimana da Alessandra Celentano. Gli altri due professori hanno la possibilità di salvare un concorrente esonerandolo dalla sfida. Timor Steffens salva Miguel, mentre Veronica Peparini salva Marco. La sfida, pur essendo tra allievi interni alla scuola, viene valutata da 3 giudici esterni, uno per ogni disciplina, su specifica richiesta dei ragazzi.
| Commissari esterni: Kledi, Natalia Titova e Froz | Commissari esterni: Kledi, Natalia Titova e Froz | Commissari esterni: Kledi, Natalia Titova e Froz |
| ------------------------------------------------ | ------------------------------------------------ | ------------------------------------------------ |
| PROVA                                            | MIMMI                                            | MOWGLY                                           |
| I                                                | Poetica                                          | Time Back                                        |
| VITTORIA                                         | MOWGLY                                           | MOWGLY                                           |
|                                                  |                                                  |                                                  |
| PROVA                                            | MIMMI                                            | GIANMARCO                                        |
| I                                                | –                                                | Malamente                                        |
| VITTORIA                                         | GIANMARCO                                        | GIANMARCO                                        |
|                                                  |                                                  |                                                  |
| PROVA                                            | MIMMI                                            | ARIANNA                                          |
| I                                                | –                                                | Apeshit                                          |
| VITTORIA                                         | MIMMI                                            | MIMMI                                            |

Arianna quindi, sconfitta nella sfida interna a catena, sfida Vincenzo.
| PROVA                                    | ARIANNA        | VINCENZO                                             |
| Commissario esterno: Francesca Bernabini |                |                                                      |
| I                                        | Breath of life | Variazione Flammes de Paris - Pas de deux (Philippe) |
| VITTORIA                                 | VINCENZO       | ARIANNA                                              |

Successivamente è la volta del canto: durante la settimana Rudy Zerbi ha proposto l'ingresso di un nuovo cantante, Alvis, individuando tra Alessandro e Giacomo Eva colui che lo sfiderà. La scelta del professore ricade su Giacomo Eva.
| PROVA                               | GIACOMO EVA                 | ALVIS                     |
| Commissario esterno: Charlie Rapino |                             |                           |
| I                                   | Errore bellissimo (inedito) | Mala noche (inedito)      |
| II                                  | Generale                    | Fiori rosa fiori di pesco |
| VITTORIA                            | ALVIS                       | GIACOMO EVA               |

##### 1ª sfida a squadre
Registrati i 2 nuovi ingressi, si procede con la 1ª sfida a squadre, al meglio dei 3. La squadra perdente vedrà un proprio componente affrontare una sfida immediata.
| PROVA    | SQUADRA ATENE             | SQUADRA ATENE        | PUNTI              | PUNTI              | SQUADRA SPARTA     | SQUADRA SPARTA     |
| -------- | ------------------------- | -------------------- | ------------------ | ------------------ | ------------------ | ------------------ |
| I        | Marco                     | Ancora ancora ancora | 0                  | 1                  | MIGUEL             | Say something      |
| II       | Alessandro                | Cambiare             | 0                  | 1                  | ALBERTO            | Caruso             |
| VITTORIA | SQUADRA SPARTA 2-0        | SQUADRA SPARTA 2-0   | SQUADRA SPARTA 2-0 | SQUADRA SPARTA 2-0 | SQUADRA SPARTA 2-0 | SQUADRA SPARTA 2-0 |
| VITTORIA | IN SFIDA IMMEDIATA: MIMMI |                      |                    |                    |                    |                    |

A sfidare Mimmi è Rafael, altro ballerino proposto da Alessandra Celentano durante la settimana.
| PROVA                      | MIMMI  | RAFAEL                                      |
| Commissario esterno: Kledi |        |                                             |
| I                          | Hunger | Variazione Don Quixote - III Atto (Basilio) |
| VITTORIA                   | RAFAEL | MIMMI                                       |

##### 2ª sfida a squadre
Si procede con la 2ª sfida a squadre, stavolta al meglio dei 5. Per l'ultima sfida viene data la possibilità ad entrambe le squadre di scegliere chi schierare. La squadra perdente vedrà un proprio componente affrontare una sfida immediata.
| PROVA    | SQUADRA ATENE              | SQUADRA ATENE              | PUNTI              | PUNTI              | SQUADRA SPARTA     | SQUADRA SPARTA                         |
| -------- | -------------------------- | -------------------------- | ------------------ | ------------------ | ------------------ | -------------------------------------- |
| I        | MAMELI                     | Ci vogliamo bene (inedito) | 1                  | 0                  | Jefeo              | Alla mia età                           |
| II       | RAFAEL                     | Il cigno nero              | 1                  | 0                  | Mowgly             | Space Jam                              |
| III      | Daniel                     | Sembrano le tre (inedito)  | 0                  | 1                  | ALBERTO            | Una furtiva lagrima                    |
| IV       | Alessandro e Giordana      | Say Something              | 0                  | 1                  | ALVIS              | A un paio di passi dal cuore (inedito) |
| V        | Daniel e Mameli            | Missili                    | 0                  | 1                  | JEFEO              | Silenzio (inedito)                     |
| VITTORIA | SQUADRA SPARTA 3-2         | SQUADRA SPARTA 3-2         | SQUADRA SPARTA 3-2 | SQUADRA SPARTA 3-2 | SQUADRA SPARTA 3-2 | SQUADRA SPARTA 3-2                     |
| VITTORIA | IN SFIDA IMMEDIATA: MAMELI |                            |                    |                    |                    |                                        |

#### Day-time
Nel day-time del 14 gennaio viene trasmessa la sfida di Mameli.
| PROVA                                  | MAMELI                    | DECA                       |
| Commissario esterno: Marco Mangiarotti |                           |                            |
| I                                      | Milioni di cose (inedito) | Andiamo su Marte (inedito) |
| VITTORIA                               | MAMELI                    | DECA                       |

### Settimana 7

#### 7ª puntata
Ospiti: Arianna

##### 1ª sfida a squadre
Si procede con la 1ª sfida a squadre, al meglio dei 3. La squadra perdente vedrà un proprio componente affrontare una sfida immediata. In settimana la produzione ha chiesto ai ragazzi di individuare chi, tra i membri della squadra avversaria, debba andare in sfida in caso di sconfitta: Atene sceglie Alberto mentre Sparta fa il nome di Daniel.
| PROVA    | SQUADRA ATENE              | SQUADRA ATENE                             | PUNTI              | PUNTI              | SQUADRA SPARTA     | SQUADRA SPARTA      |
| -------- | -------------------------- | ----------------------------------------- | ------------------ | ------------------ | ------------------ | ------------------- |
| I        | Giordana e Alvis           | Empire state of mind                      | 0                  | 1                  | TISH e ALBERTO     | Never, Never, Never |
| II       | RAFAEL                     | Variazione La Bayadère - V Atto (Allegro) | 1                  | 0                  | Mowgly             | Can't hold us       |
| III      | Mameli                     | Jeeg Robot d' acciaio                     | 0                  | 1                  | TISH               | Bird set free       |
| VITTORIA | SQUADRA SPARTA 2-1         | SQUADRA SPARTA 2-1                        | SQUADRA SPARTA 2-1 | SQUADRA SPARTA 2-1 | SQUADRA SPARTA 2-1 | SQUADRA SPARTA 2-1  |
| VITTORIA | IN SFIDA IMMEDIATA: DANIEL |                                           |                    |                    |                    |                     |

Come da accordi, Daniel avrebbe dovuto affrontare la sfida, ma i professori decidono di esonerarlo da tale compito. Dopo un breve consulto, Atene decide dunque di mandare il proprio capitano, Giordana.
| PROVA                                   | GIORDANA                                                                              | FEDERICA                                                                    |
| Commissario esterno: Carlo Di Francesco |                                                                                       |                                                                             |
| I                                       | Quante volte ad aspettarti (inedito)                                                  | Difficoltà (inedito)                                                        |
| II                                      | PROVA RITORNELLI If I were a boy / Tutto il resto è noia / Portami via / Piccolo uomo | PROVA RITORNELLI Trattengo il fiato / Master blaster / Briciole / Mad world |
| VITTORIA                                | GIORDANA                                                                              | FEDERICA                                                                    |

##### 2ª sfida a squadre
Si procede con la 2ª sfida a squadre, al meglio dei 3. La squadra perdente vedrà un proprio componente affrontare una sfida immediata.
| PROVA    | SQUADRA ATENE               | SQUADRA ATENE                          | PUNTI             | PUNTI             | SQUADRA SPARTA    | SQUADRA SPARTA          |
| -------- | --------------------------- | -------------------------------------- | ----------------- | ----------------- | ----------------- | ----------------------- |
| I        | ALVIS                       | A un paio di passi dal cuore (inedito) | 1                 | 0                 | Jefeo             | Silenzio (inedito)      |
| II       | Miguel                      | I like it                              | 0                 | 1                 | VINCENZO          | L'amore è un'altra cosa |
| III      | GIORDANA                    | Non, je ne regrette rien               | 1                 | 0                 | Alessandro        | Man in the mirror       |
| VITTORIA | SQUADRA ATENE 2-1           | SQUADRA ATENE 2-1                      | SQUADRA ATENE 2-1 | SQUADRA ATENE 2-1 | SQUADRA ATENE 2-1 | SQUADRA ATENE 2-1       |
| VITTORIA | IN SFIDA IMMEDIATA: ALBERTO |                                        |                   |                   |                   |                         |

La proposta di sfida di Alberto avanzata da Atene viene accettata.
| PROVA                                   | ALBERTO              | FEDERICO          |
| Commissario esterno: Carlo Di Francesco |                      |                   |
| I                                       | La donna è mobile    | Questa o quella   |
| II                                      | Un amore così grande | Dicitencello vuje |
| VITTORIA                                | ALBERTO              | FEDERICO          |

### Settimana 8

#### 8ª puntata
La puntata inizia con l'esecuzione del brano Another brick in the wall da parte di tutta la classe ad eccezione di Tish e Rafael (che precedentemente si erano dissociati dalla rivolta) in segno di protesta contro la precedente eliminazione di Marco. Quest'ultimo dopo aver studiato per una settimana con l'aiuto di Veronica Peparini, fuori dalla scuola, si esibisce con una coreografia sulle note di alcuni brani di Michael Jackson. Timor sostiene nuovamente il suo voler eliminare il ballerino ma successivamente arriva ad un accordo con tutta la classe: Marco si sfiderà contro un ballerino su un pezzo assegnato dallo stesso insegnante ed entrambi avranno lo stesso tempo per impararlo. A giudicare sarà un commissario esterno. 
Dopo aver fatto diverse audizioni durante la settimana, Timor propone come nuova concorrente della scuola di Amici, Valentina, che vi entra ufficialmente. 
| Allieva   | Esibizione | Esito            |
| --------- | ---------- | ---------------- |
| VALENTINA | Thoiry     | Ottiene il banco |

Nel contempo decide inoltre di mandare in sfida Gianmarco, ritenuto anch'egli non all'altezza del banco che occupa.
| PROVA                            | GIANMARCO          | SAMUEL                       |
| Commissario esterno: Nancy Berti |                    |                              |
| I                                | Bashment           | Tanguera                     |
| II                               | Losing my religion | Something's got a hold on me |
| VITTORIA                         | SAMUEL             | GIANMARCO                    |

##### 1ª sfida a squadre
Registrati i nuovi ingressi, si procede con la 1ª sfida a squadre, al meglio dei 3. La squadra perdente vedrà un proprio componente affrontare una sfida immediata.
| PROVA    | SQUADRA ATENE              | SQUADRA ATENE                                      | PUNTI              | PUNTI              | SQUADRA SPARTA     | SQUADRA SPARTA             |
| -------- | -------------------------- | -------------------------------------------------- | ------------------ | ------------------ | ------------------ | -------------------------- |
| I        | Alvis                      | Chi se ne frega (inedito)                          | 0                  | 1                  | ALBERTO            | Can't help falling in love |
| II       | GIORDANA                   | La costruzione di un amore                         | 1                  | 0                  | Jefeo              | Sono solo parole           |
| III      | Rafael                     | Variazione Diane and Actéon - Pas de deux (Actéon) | 0                  | 1                  | MOWGLY e VINCENZO  | Crystallize                |
| VITTORIA | SQUADRA SPARTA 2-1         | SQUADRA SPARTA 2-1                                 | SQUADRA SPARTA 2-1 | SQUADRA SPARTA 2-1 | SQUADRA SPARTA 2-1 | SQUADRA SPARTA 2-1         |
| VITTORIA | IN SFIDA IMMEDIATA: RAFAEL |                                                    |                    |                    |                    |                            |

| PROVA                                | RAFAEL                                  | ARMIDA   |
| Commissario esterno: Luciano Cannito |                                         |          |
| I                                    | Variazione Giselle - II Atto (Albrecht) | Los vino |
| VITTORIA                             | RAFAEL                                  | ARMIDA   |

##### 2ª sfida a squadre
Si procede con la 2ª sfida a squadre, al meglio dei 3. Per l'ultima sfida viene data la possibilità ad entrambe le squadre di scegliere chi schierare. La squadra perdente vedrà un proprio componente affrontare una sfida immediata.
| PROVA    | SQUADRA ATENE             | SQUADRA ATENE                       | PUNTI              | PUNTI              | SQUADRA SPARTA     | SQUADRA SPARTA                      |
| -------- | ------------------------- | ----------------------------------- | ------------------ | ------------------ | ------------------ | ----------------------------------- |
| I        | MIGUEL                    | IMPROVVISAZIONE 2U                  | 1                  | 0                  | Samuel             | IMPROVVISAZIONE Thinking out loud   |
| II       | Ahlana                    | COMPARATA CANTO Rolling in the deep | 0                  | 1                  | TISH               | COMPARATA CANTO Rolling in the deep |
| III      | Valentina                 | Twerk                               | 0                  | 1                  | VINCENZO           | Opening                             |
| VITTORIA | SQUADRA SPARTA 2-1        | SQUADRA SPARTA 2-1                  | SQUADRA SPARTA 2-1 | SQUADRA SPARTA 2-1 | SQUADRA SPARTA 2-1 | SQUADRA SPARTA 2-1                  |
| VITTORIA | IN SFIDA IMMEDIATA: TUTTI |                                     |                    |                    |                    |                                     |

#### Day-time
Nei day-time settimanali vengono trasmesse le sfide dei componenti della classe. 
| PROVA                           | ALVIS                | ALESSIA |
| Commissario esterno: Alex Braga |                      |         |
| I                               | Mala noche (inedito) | Mine    |
| VITTORIA                        | ALVIS                | ALESSIA |

| PROVA                           | TISH          | ELLA       |
| Commissario esterno: Alex Braga |               |            |
| I                               | Back to black | Proud Mary |
| II                              | Bird set free | At last    |
| VITTORIA                        | TISH          | ELLA       |

| PROVA                                | MIGUEL       | RICCARDO    |
| Commissario esterno: Luciano Cannito |              |             |
| I                                    | It takes two | In my blood |
| II                                   | Genius       | Comme Dab   |
| VITTORIA                             | MIGUEL       | RICCARDO    |

| PROVA                               | DANIEL                  | FEDERICA                    |
| Commissario esterno: Paolo Giordano |                         |                             |
| I                                   | Pagine di noi (inedito) | Always remember us this way |
| II                                  | Le luci della città     | Stupendo fino a qui         |
| VITTORIA                            | FEDERICA                | DANIEL                      |

| PROVA                               | AHLANA           | LUDOVICA               |
| Commissario esterno: Paolo Giordano |                  |                        |
| I                                   | Piccola anima    | Notturno               |
| II                                  | Friend (inedito) | Crazy in love          |
| III                                 | Woman (inedito)  | I know where I've been |
| VITTORIA                            | LUDOVICA         | AHLANA                 |

| PROVA                               | GIORDANA                             | ELLA               |
| Commissario esterno: Paolo Giordano |                                      |                    |
| I                                   | Casa (inedito)                       | A natural woman    |
| II                                  | Non, je ne regrette rien             | If I ain't got you |
| III                                 | Quante volte ad aspettarti (inedito) | Senza di me        |
| VITTORIA                            | GIORDANA                             | ELLA               |

| PROVA                               | ALBERTO   | CINZIA   |
| Commissario esterno: Paolo Giordano |           |          |
| I                                   | Ave Maria | Habanera |
| VITTORIA                            | ALBERTO   | CINZIA   |

| PROVA                               | MAMELI                     | HALE                            |
| Commissario esterno: Paolo Giordano |                            |                                 |
| I                                   | Ci vogliamo bene (inedito) | La più bella di tutte (inedito) |
| II                                  | Figlio di un re            | Anna e Marco                    |
| VITTORIA                            | MAMELI                     | HALE                            |

| PROVA                               | ALESSANDRO                 | ALESSIA                        |
| Commissario esterno: Paolo Giordano |                            |                                |
| I                                   | Perché non amici (inedito) | Universi artificiali (inedito) |
| II                                  | Costruire                  | When I was your man            |
| VITTORIA                            | ALESSANDRO                 | ALESSIA                        |

| PROVA                              | VINCENZO                                             | GAIA       |
| Commissario esterno: Mauro Mosconi |                                                      |            |
| I                                  | Allegretto                                           | Tessellate |
| II                                 | Variazione Flammes de Paris - Pas de deux (Philippe) | Perdonami  |
| VITTORIA                           | VINCENZO                                             | GAIA       |

### Settimana 9

#### 9ª puntata
La puntata di sabato 2 febbraio si apre con la sfida tra Marco e Federico sulla comparata assegnata da Timor Steffens. Entrambi hanno avuto lo stesso tempo per impararla. 
| PROVA                                    | MARCO                   | FEDERICO                |
| Commissario esterno: Francesca Bernabini |                         |                         |
| I                                        | COMPARATA BALLO Creator | COMPARATA BALLO Creator |
| VITTORIA                                 | FEDERICO                | MARCO                   |

Si procede con la sfida di Mowgly, penultimo allievo a dover affrontare la sfida dalla scorsa puntata.
| PROVA                     | MOWGLY                       | FABIO                        |
| Commissario esterno: Froz |                              |                              |
| I                         | BATTLE Walk this way         | BATTLE Walk this way         |
| II                        | BATTLE Right here, right now | BATTLE Right here, right now |
| VITTORIA                  | MOWGLY                       | FABIO                        |

Successivamente vengono presentate le 2 modalità di accesso per il serale.
- La prima consiste nell'avere, al termine della sfida a squadre e solo se la propria squadra risulta vincente, la media pari a 10 ottenuta da tutti e sei i professori.
- La seconda permette ai concorrenti che si esibiscono durante la sfida a squadre, e che abbiano ottenuto una media maggiore o uguale al 9, un accesso tramite 3 step affidati a tre commissari esterni differenti. Se il concorrente riesce a superarli tutti è ammesso al serale.

##### 1ª sfida a squadre
Si procede con la 1ª sfida a squadre, al meglio dei 5. La squadra vincente vedrà un proprio componente avere la possibilità di accedere al serale, mentre la squadra perdente vedrà il proprio componente con la media più bassa affrontare una sfida immediata.
| PROVA    | SQUADRA ATENE               | SQUADRA ATENE                                             | PUNTI             | PUNTI             | SQUADRA SPARTA     | SQUADRA SPARTA                   |
| -------- | --------------------------- | --------------------------------------------------------- | ----------------- | ----------------- | ------------------ | -------------------------------- |
| I        | TISH                        | Vedrai Vedrai                                             | 1                 | 0                 | Alberto            | My way                           |
| II       | Mameli                      | La libertà                                                | 0                 | 1                 | GIORDANA           | Bella senz'anima                 |
| III      | RAFAEL                      | Variazione Lo Schiaccianoci - Pas de deux (Prince Orgeat) | 1                 | 0                 | Samuel             | Run boy run                      |
| IV       | Federica                    | Rainbow                                                   | 0                 | 1                 | ALESSANDRO         | Perché non amici (inedito)       |
| V        | ALVIS e TISH                | Where is the love?                                        | 1                 | 0                 | Alberto e Giordana | My first, my last, my everything |
| VITTORIA | SQUADRA ATENE 3-2           | SQUADRA ATENE 3-2                                         | SQUADRA ATENE 3-2 | SQUADRA ATENE 3-2 | SQUADRA ATENE 3-2  | SQUADRA ATENE 3-2                |
| VITTORIA | IN SFIDA IMMEDIATA: SAMUEL  |                                                           |                   |                   |                    |                                  |
| VITTORIA | CANDIDATO AL SERALE: RAFAEL |                                                           |                   |                   |                    |                                  |

A perdere la sfida è Sparta, e tra Alberto, Giordana, Samuel ed Alessandro, l'allievo che ha totalizzato la media più bassa è Samuel, che affronta una sfida immediata.
| PROVA                                    | SAMUEL          | UMBERTO    |
| Commissario esterno: Francesca Bernabini |                 |            |
| I                                        | Soñando Contigo | Paso Doble |
| II                                       | Tanguera        | Toxic      |
| VITTORIA                                 | UMBERTO         | SAMUEL     |

Per quanto concerne Atene, tra Tish, Mameli, Rafael, Federica ed Alvis, nessuno ha totalizzato una media pari a 10 che permette di diritto l'accesso al serale. Ad aver conseguito una media pari o superiore a 9 (precisamente 9.2) è Rafael, che ha quindi l'opportunità di aggiudicarsi la maglia del serale affrontando 3 diversi step.
| PROVA    | RAFAEL                                      | Commissari esterni  | Esito            |
| -------- | ------------------------------------------- | ------------------- | ---------------- |
| I        | Tennessee                                   | Kledi               |                  |
| II       | Variazione Don Quixote - III Atto (Basilio) | Francesca Bernabini |                  |
| III      | Borgia main titles                          | Emanuel Lo          |                  |
| VERDETTO | Accede al serale                            | Accede al serale    | Accede al serale |

##### 2ª sfida a squadre
Registrato il nuovo ingresso e assegnata la prima maglia del serale, si procede con la 2ª sfida a squadre, al meglio dei 3. La squadra vincente vedrà un proprio componente avere la possibilità di accedere al serale, mentre la squadra perdente vedrà il proprio componente con la media più bassa affrontare una sfida immediata.
| PROVA    | SQUADRA ATENE                 | SQUADRA ATENE      | PUNTI              | PUNTI              | SQUADRA SPARTA     | SQUADRA SPARTA     |
| -------- | ----------------------------- | ------------------ | ------------------ | ------------------ | ------------------ | ------------------ |
| I        | Tish                          | History repeating  | 0                  | 1                  | LUDOVICA           | Killing me softly  |
| II       | Miguel                        | Motownphilly       | 0                  | 1                  | VINCENZO           | Ego                |
| VITTORIA | SQUADRA SPARTA 2-0            | SQUADRA SPARTA 2-0 | SQUADRA SPARTA 2-0 | SQUADRA SPARTA 2-0 | SQUADRA SPARTA 2-0 | SQUADRA SPARTA 2-0 |
| VITTORIA | IN SFIDA: MIGUEL              |                    |                    |                    |                    |                    |
| VITTORIA | CANDIDATO AL SERALE: VINCENZO |                    |                    |                    |                    |                    |

A perdere la sfida è Atene, e tra Tish e Miguel l'allievo che ha totalizzato la media più bassa è Miguel, ma a causa del poco tempo a disposizione affronterà la sua sfida nella puntata successiva.
Per quanto concerne Sparta, tra Ludovica e Vincenzo nessuno dei due ha ottenuto una media pari a 10 che consente di ottenere di diritto l'accesso al serale. Ad aver conseguito una media pari o superiore a 9 (precisamente 9.55) è Vincenzo, che ha quindi l'opportunità di aggiudicarsi la maglia del serale affrontando 3 diversi step. Anche in questo caso, data la mancanza di tempo, le esibizioni vengono rimandate alla puntata successiva.
Il poco tempo a disposizione viene impiegato per la sfida di Jefeo, ultimo allievo a dover affrontare la sfida dalla scorsa puntata.
| PROVA                            | JEFEO              | NICOLA |
| Commissario esterno: Gabry Ponte |                    |        |
| I                                | Silenzio (inedito) | Vita   |
| VITTORIA                         | JEFEO              | NICOLA |

#### Day-time
Nel day-time di venerdì 8 febbraio va in onda la sfida di Miguel.
| PROVA                           | MIGUEL                  | EMMA                    |
| Commissario esterno: Emanuel Lo |                         |                         |
| I                               | COMPARATA BALLO Fallin' | COMPARATA BALLO Fallin' |
| VITTORIA                        | MIGUEL                  | EMMA                    |

### Settimana 10

#### 10ª puntata
La puntata si apre con le esibizioni di Vincenzo, rimandate dal sabato precedente.
| PROVA    | VINCENZO                                  | Commissari esterni  | Esito            |
| -------- | ----------------------------------------- | ------------------- | ---------------- |
| I        | I love you                                | Francesca Bernabini |                  |
| II       | Variazione Paquita - Pas de deux (Lucien) | Emanuel Lo          |                  |
| III      | L'eternità                                | Nancy Berti         |                  |
| VERDETTO | Accede al serale                          | Accede al serale    | Accede al serale |

##### 1ª sfida a squadre
Assegnata la seconda maglia del serale, si procede con la 1ª sfida a squadre, al meglio dei 5. La squadra vincente vedrà un proprio componente avere la possibilità di accedere al serale, mentre la squadra perdente vedrà il proprio componente con la media più bassa affrontare una sfida.
| PROVA    | SQUADRA ATENE             | SQUADRA ATENE                                        | PUNTI             | PUNTI             | SQUADRA SPARTA    | SQUADRA SPARTA        |
| -------- | ------------------------- | ---------------------------------------------------- | ----------------- | ----------------- | ----------------- | --------------------- |
| I        | Mameli                    | Milioni di cose (inedito)                            | 0                 | 1                 | ALBERTO           | Tu si 'na cosa grande |
| II       | Miguel                    | Promettimi                                           | 0                 | 1                 | UMBERTO           | Libertango            |
| III      | ALVIS                     | Ma il cielo è sempre più blu                         | 1                 | 0                 | Alessandro        | Eppure sentire        |
| IV       | TISH                      | Leave a light on                                     | 1                 | 0                 | Ludovica          | Love me like you do   |
| V        | RAFAEL                    | Variazione Flammes de Paris - Pas de deux (Philippe) | 1                 | 0                 | Umberto           | Complici              |
| VITTORIA | SQUADRA ATENE 3-2         | SQUADRA ATENE 3-2                                    | SQUADRA ATENE 3-2 | SQUADRA ATENE 3-2 | SQUADRA ATENE 3-2 | SQUADRA ATENE 3-2     |
| VITTORIA | IN SFIDA: ALESSANDRO      |                                                      |                   |                   |                   |                       |
| VITTORIA | CANDIDATA AL SERALE: TISH |                                                      |                   |                   |                   |                       |

A perdere la sfida è Sparta, e tra Alberto, Umberto, Alessandro e Ludovica, l'allievo che ha totalizzato la media più bassa è Alessandro, che in settimana affronterà una sfida.
Per quanto concerne Atene, tra Mameli, Miguel, Alvis e Tish, nessuno ha totalizzato una media pari a 10 che permette di diritto l'accesso al serale. Ad aver conseguito una media pari o superiore a 9 (precisamente 9.05) è Tish, che ha quindi l'opportunità di aggiudicarsi la maglia del serale affrontando 3 diversi step.
| PROVA    | TISH             | Commissari esterni | Esito            |
| -------- | ---------------- | ------------------ | ---------------- |
| I        | Bird set free    | Diego Quaglia      |                  |
| II       | Vedrai vedrai    | Fio Zanotti        |                  |
| III      | Casinò (inedito) | Charlie Rapino     |                  |
| VERDETTO | Accede al serale | Accede al serale   | Accede al serale |

##### 2ª sfida a squadre
Assegnata la terza maglia del serale, si procede con la 2ª sfida a squadre, al meglio dei 3. La squadra vincente vedrà un proprio componente avere la possibilità di accedere al serale, mentre la squadra perdente vedrà il proprio componente con la media più bassa affrontare una sfida.
| PROVA    | SQUADRA ATENE      | SQUADRA ATENE      | PUNTI              | PUNTI              | SQUADRA SPARTA     | SQUADRA SPARTA       |
| -------- | ------------------ | ------------------ | ------------------ | ------------------ | ------------------ | -------------------- |
| I        | VALENTINA          | Baby boy           | 1                  | 0                  | Mowgly             | Apache               |
| II       | Federica           | Spaccacuore        | 0                  | 1                  | GIORDANA           | Casa (inedito)       |
| III      | Alvis              | Il tempo di morire | 0                  | 1                  | JEFEO              | Difendimi per sempre |
| VITTORIA | SQUADRA SPARTA 2-1 | SQUADRA SPARTA 2-1 | SQUADRA SPARTA 2-1 | SQUADRA SPARTA 2-1 | SQUADRA SPARTA 2-1 | SQUADRA SPARTA 2-1   |
| VITTORIA | IN SFIDA: FEDERICA |                    |                    |                    |                    |                      |

A perdere la sfida è Atene, e tra Valentina, Federica ed Alvis, l'allievo che ha totalizzato la media più bassa è Federica, che in settimana affronterà una sfida.
Per quanto concerne Sparta, tra Mowgly, Giordana e Jefeo nessuno ha totalizzato una media pari a 10 che permette di diritto l'accesso al serale, né ha conseguito una media pari o superiore a 9, che permette di aggiudicarsi la maglia del serale affrontando 3 diversi step.
Durante la settimana è stato chiesto ai ragazzi di indicare un allievo a cui attribuire un punto in più da sommare alla media dei professori, nel caso la propria squadra fosse risultata vincente al termine della sfida a squadre: Atene sceglie Alvis mentre Sparta indica Jefeo. Nessuno dei due ha però potuto sfruttare il punto in più per raggiungere il 9.

#### Day-time
Nel day-time di lunedì 11 febbraio viene trasmessa la sfida di Federica.
| PROVA                               | FEDERICA                    | WENDY                |
| Commissario esterno: Charlie Rapino |                             |                      |
| I                                   | Always remember us this way | Love the way you lie |
| II                                  | Stupendo fino a qui         | L'amore si odia      |
| VITTORIA                            | FEDERICA                    | WENDY                |

Nel day-time di venerdì 15 febbraio viene trasmessa la sfida di Alessandro.
| PROVA                              | ALESSANDRO                 | NICCOLÒ               |
| Commissario esterno: Sara Andreani |                            |                       |
| I                                  | Perché non amici (inedito) | Torna da me (inedito) |
| VITTORIA                           | ALESSANDRO                 | NICCOLÒ               |

### Settimana 11

#### 11ª puntata
Ospiti: Greta Scarano, Enrico Nigiotti
Per la prima volta in quest'anno, la puntata si svolge in diretta. 
La puntata si apre con la richiesta di Mowgly di non far votare Alessandra Celentano, in quanto ritenuta non oggettiva nelle valutazioni delle sue esibizioni, precludendogli in tal modo di raggiungere la media del 9 che consentirebbe all'allievo un eventuale ingresso al serale. La proposta viene però seccamente rigettata dall'insegnante.
Si procede con l'apertura del televoto, che chiede di indicare il proprio allievo preferito: il più votato avrà la possibilità di affrontare i 3 diversi step che permettono l'accesso al serale "scavalcando" le medie dei professori. 

##### 1ª sfida a squadre
Si prosegue con la 1ª sfida a squadre, al meglio dei 5. La squadra vincente vedrà un proprio componente avere la possibilità di accedere al serale, mentre la squadra perdente vedrà il proprio componente con la media più bassa affrontare una sfida.
| PROVA    | SQUADRA ATENE                 | SQUADRA ATENE       | PUNTI              | PUNTI              | SQUADRA SPARTA     | SQUADRA SPARTA                       |
| -------- | ----------------------------- | ------------------- | ------------------ | ------------------ | ------------------ | ------------------------------------ |
| I        | Federico                      | Credimi ancora      | 0                  | 1                  | UMBERTO            | Orobroy                              |
| II       | Tish                          | Estate              | 0                  | 1                  | GIORDANA           | Quante volte ad aspettarti (inedito) |
| III      | RAFAEL                        | Pas classique       | 1                  | 0                  | Mowgly e Alberto   | Take five                            |
| IV       | Mameli                        | Gelateria (inedito) | 0                  | 1                  | ALBERTO            | Indispensabile (inedito)             |
| VITTORIA | SQUADRA SPARTA 3-1            | SQUADRA SPARTA 3-1  | SQUADRA SPARTA 3-1 | SQUADRA SPARTA 3-1 | SQUADRA SPARTA 3-1 | SQUADRA SPARTA 3-1                   |
| VITTORIA | IN SFIDA: MAMELI              |                     |                    |                    |                    |                                      |
| VITTORIA | CANDIDATA AL SERALE: GIORDANA |                     |                    |                    |                    |                                      |

A perdere la sfida è Atene, e tra Federico e Mameli l'allievo che ha totalizzato la media più bassa è Mameli, che in settimana affronterà una sfida.
Per quanto concerne Sparta, tra Umberto, Giordana, Mowgli e Alberto, nessuno ha totalizzato una media pari a 10 che permette di diritto l'accesso al serale. Ad aver conseguito una media pari o superiore a 9 (precisamente 9.81, grazie al punto in più ricevuto dai compagni durante la settimana) è Giordana, che ha quindi l'opportunità di aggiudicarsi la maglia del serale affrontando 3 diversi step.
| PROVA    | GIORDANA               | Commissari esterni | Esito            |
| -------- | ---------------------- | ------------------ | ---------------- |
| I        | Est-ce que tu m'aimes? | Charlie Rapino     |                  |
| II       | Che giorno è           | Alessandro Massara |                  |
| III      | Casa (inedito)         | Fio Zanotti        |                  |
| VERDETTO | Accede al serale       | Accede al serale   | Accede al serale |

Assegnata la quarta maglia del serale, la seconda per Sparta, si procede con la 2ª sfida a squadre, al meglio dei 5. La squadra vincente vedrà un proprio componente avere la possibilità di accedere al serale, mentre la squadra perdente vedrà il proprio componente con la media più bassa affrontare una sfida.

##### 2ª sfida a squadre
| PROVA    | SQUADRA ATENE                   | SQUADRA ATENE         | PUNTI              | PUNTI              | SQUADRA SPARTA     | SQUADRA SPARTA                    |
| -------- | ------------------------------- | --------------------- | ------------------ | ------------------ | ------------------ | --------------------------------- |
| I        | Valentina                       | Level up              | 0                  | 1                  | VINCENZO           | La ragazza con il cuore di latta  |
| II       | ALVIS                           | Mala noche (inedito)  | 1                  | 0                  | Jefeo              | Silenzio (inedito)                |
| III      | TISH                            | Wicked Game           | 1                  | 0                  | Alessandro         | Shape of you                      |
| IV       | Miguel                          | Walk it talk it       | 0                  | 1                  | UMBERTO            | Maria Maria                       |
| V        | Federica                        | Destinazione Paradiso | 0                  | 1                  | LUDOVICA           | This is a man's man's man's world |
| VITTORIA | SQUADRA SPARTA 3-2              | SQUADRA SPARTA 3-2    | SQUADRA SPARTA 3-2 | SQUADRA SPARTA 3-2 | SQUADRA SPARTA 3-2 | SQUADRA SPARTA 3-2                |
| VITTORIA | IN SFIDA: FEDERICA              |                       |                    |                    |                    |                                   |
| VITTORIA | CANDIDATO AL SERALE: ALESSANDRO |                       |                    |                    |                    |                                   |

A perdere la sfida è Atene, e tra Valentina, Alvis, Miguel e Federica, l'allievo che ha totalizzato la media più bassa è Federica, che in settimana affronterà una sfida.
Per quanto concerne Sparta, tra Jefeo, Alessandro, Umberto e Ludovica, nessuno ha totalizzato una media pari a 10 che permette di diritto l'accesso al serale, né ha conseguito una media pari o superiore a 9 che permette di aggiudicarsi la maglia del serale affrontando 3 diversi step.
Alla chiusura del televoto, il preferito del pubblico risulta essere Giordana, ma dato che l'allieva si è già guadagnata la maglia del serale attraverso la propria media, l'opportunità di conquistarla passa al secondo classificato, Alessandro, che però non riesce ad andare oltre il primo step.
| PROVA    | ALESSANDRO                  | Commissari esterni          | Esito                       |
| -------- | --------------------------- | --------------------------- | --------------------------- |
| I        | Perché non amici (inedito)  | Charlie Rapino              |                             |
| II       | –                           | –                           | N.D.                        |
| III      | –                           | –                           | N.D.                        |
| VERDETTO | Non accede ancora al serale | Non accede ancora al serale | Non accede ancora al serale |

#### Day-time
Nel day-time di martedì 19 febbraio vengono trasmesse le sfide di Mameli e Federica.
| PROVA                                   | MAMELI                    | VINCENZO                          |
| Commissario esterno: Carlo Di Francesco |                           |                                   |
| I                                       | Gelateria (inedito)       | Do I wanna know?                  |
| II                                      | Milioni di cose (inedito) | 500 chilogrammi - Idolo (inedito) |
| VITTORIA                                | MAMELI                    | VINCENZO                          |

| PROVA                                   | FEDERICA                    | LUCA         |
| Commissario esterno: Carlo Di Francesco |                             |              |
| I                                       | Senza pietà                 | Budapest     |
| II                                      | Always remember us this way | Oggi sono io |
| VITTORIA                                | FEDERICA                    | LUCA         |

### Settimana 12

#### 12ª puntata
Ospiti: Irama
La puntata si apre con Mowgly che esegue la coreografia di Alessandra Celentano assegnatagli diverso tempo prima come sanzione disciplinare e, sulla stessa musica, un pezzo di break.
Da questa settimana le sfide non saranno più appannaggio degli allievi con la media più bassa della squadra perdente, bensì agli ultimi due classificati al televoto, sempre della medesima squadra. Per l'occasione il televoto per eleggere il preferito è stato aperto per tutta la settimana.

##### 1ª sfida a squadre
Si prosegue con la 1ª sfida a squadre, al meglio dei 5. La squadra vincente vedrà un proprio componente avere la possibilità di accedere al serale.
| PROVA    | SQUADRA ATENE                | SQUADRA ATENE       | PUNTI              | PUNTI              | SQUADRA SPARTA     | SQUADRA SPARTA            |
| -------- | ---------------------------- | ------------------- | ------------------ | ------------------ | ------------------ | ------------------------- |
| I        | Alvis e Tish                 | Little talks        | 0                  | 1                  | ALBERTO e LUDOVICA | Vivo per lei              |
| II       | RAFAEL                       | Privacy             | 1                  | 0                  | Mowgly             | Devil's gun               |
| III      | Alvis                        | New York            | 0                  | 1                  | JEFEO              | Bimbo (inedito)           |
| IV       | Miguel                       | Smoke & Retribution | 0                  | 1                  | UMBERTO            | Scott & Fran's Paso Doble |
| VITTORIA | SQUADRA SPARTA 3-1           | SQUADRA SPARTA 3-1  | SQUADRA SPARTA 3-1 | SQUADRA SPARTA 3-1 | SQUADRA SPARTA 3-1 | SQUADRA SPARTA 3-1        |
| VITTORIA | CANDIDATO AL SERALE: UMBERTO |                     |                    |                    |                    |                           |

A vincere la sfida è Sparta, e tra Alberto, Ludovica, Mowgly, Jefeo e Umberto, nessuno ha totalizzato una media pari a 10 che permette di diritto l'accesso al serale. Ad aver conseguito una media pari o superiore a 9 (precisamente 9.1, grazie al punto in più ricevuto dai compagni durante la settimana) è Umberto, che ha quindi l'opportunità di aggiudicarsi la maglia del serale affrontando 3 diversi step.
| PROVA    | UMBERTO              | Commissari esterni  | Esito            |
| -------- | -------------------- | ------------------- | ---------------- |
| I        | Me Rehúso            | Nancy Berti         |                  |
| II       | Sweet dreams         | Francesca Bernabini |                  |
| III      | Don't stop the music | Luciano Cannito     |                  |
| VERDETTO | Accede al serale     | Accede al serale    | Accede al serale |

##### 2ª sfida a squadre
Assegnata la quinta maglia del serale, la terza per Sparta, si procede con la 2ª sfida a squadre, al meglio dei 5. La squadra vincente vedrà un proprio componente avere la possibilità di accedere al serale.
| PROVA    | SQUADRA ATENE                 | SQUADRA ATENE      | PUNTI              | PUNTI              | SQUADRA SPARTA     | SQUADRA SPARTA                 |
| -------- | ----------------------------- | ------------------ | ------------------ | ------------------ | ------------------ | ------------------------------ |
| I        | TISH                          | Love runs out      | 1                  | 0                  | Giordana           | Dillo alla luna                |
| II       | VALENTINA                     | Add me in          | 1                  | 0                  | Mowgly             | Giovane fuoriclasse            |
| III      | Mameli                        | Figli delle stelle | 0                  | 1                  | ALBERTO            | Lucevan le stelle              |
| IV       | Federico                      | Sorry              | 0                  | 1                  | VINCENZO           | Blue gangsta                   |
| V        | Federica                      | Be the one         | 0                  | 1                  | ALESSANDRO         | La musica e il resto (inedito) |
| VITTORIA | SQUADRA SPARTA 3-2            | SQUADRA SPARTA 3-2 | SQUADRA SPARTA 3-2 | SQUADRA SPARTA 3-2 | SQUADRA SPARTA 3-2 | SQUADRA SPARTA 3-2             |
| VITTORIA | IN SFIDA: FEDERICO, VALENTINA |                    |                    |                    |                    |                                |

A vincere la sfida è Sparta, e tra Mowgly, Alberto e Alessandro, nessuno ha totalizzato una media pari a 10 che permette di diritto l'accesso al serale, né ha conseguito una media pari o superiore a 9 che permette di aggiudicarsi la maglia del serale affrontando 3 diversi step.
Alla chiusura del televoto, il preferito del pubblico risulta essere Alberto, ma a differenza della settimana precedente, al primo classificato non viene data la possibilità di aggiudicarsi la maglia del serale affrontando i 3 diversi step "scavalcando" le medie dei professori, bensì gli è concesso cantare un nuovo inedito o un inedito già presentato. Alberto opta per la prima e presenta "Non sarebbe passione". 
Per quanto concerne Atene, gli ultimi 2 classificati al televoto sono Federico e Valentina, che in settimana affronteranno una sfida.

#### Day-time
Nelle puntate del day-time di lunedì 25 febbraio vengono trasmesse le sfide di Federico e Valentina.
| PROVA                                | FEDERICO | MATTIA      |
| Commissario esterno: Luciano Cannito |          |             |
| I                                    | Ending   | Grand piano |
| II                                   | Mille    | Experience  |
| VITTORIA                             | FEDERICO | MATTIA      |

| PROVA                                | VALENTINA | AYOUB  |
| Commissario esterno: Luciano Cannito |           |        |
| I                                    | Baby boy  | Pronto |
| VITTORIA                             | VALENTINA | AYOUB  |

### Settimana 13

#### 13ª puntata
Ospiti: Biondo
La puntata si apre con Mowgly che esegue la coreografia di latino assegnatagli da Alessandra Celentano.
Per questa settimana nessun componente della squadra perdente affronterà la sfida. 

##### 1ª sfida a squadre
Si prosegue con la 1ª sfida a squadre, al meglio dei 5. La squadra vincente vedrà un proprio componente avere la possibilità di accedere al serale.
| PROVA    | SQUADRA ATENE                | SQUADRA ATENE        | PUNTI              | PUNTI              | SQUADRA SPARTA     | SQUADRA SPARTA     |
| -------- | ---------------------------- | -------------------- | ------------------ | ------------------ | ------------------ | ------------------ |
| I        | Alvis                        | Mare mare            | 0                  | 1                  | ALBERTO            | Con te partirò     |
| II       | Federico                     | Machine              | 0                  | 1                  | UMBERTO            | Tough lover        |
| III      | TISH                         | Lips are movin       | 1                  | 0                  | Ludovica           | Say you love me    |
| IV       | MAMELI                       | Ci vorrebbe un amico | 1                  | 0                  | Giordana           | È sempre bello     |
| V        | Miguel                       | Bella e rovinata     | 0                  | 1                  | MOWGLY             | Hey pachuco        |
| VITTORIA | SQUADRA SPARTA 3-2           | SQUADRA SPARTA 3-2   | SQUADRA SPARTA 3-2 | SQUADRA SPARTA 3-2 | SQUADRA SPARTA 3-2 | SQUADRA SPARTA 3-2 |
| VITTORIA | CANDIDATO AL SERALE: ALBERTO |                      |                    |                    |                    |                    |

A vincere la sfida è Sparta, e tra Alberto, Ludovica e Mowgly nessuno ha totalizzato una media pari a 10 che permette di diritto l'accesso al serale. Ad aver conseguito una media pari o superiore a 9 (precisamente 9.2) è Alberto, che ha quindi l'opportunità di aggiudicarsi la maglia del serale affrontando 3 diversi step.
| PROVA    | ALBERTO                        | Commissari esterni | Esito            |
| -------- | ------------------------------ | ------------------ | ---------------- |
| I        | Non sarebbe passione (inedito) | Sara Andreani      |                  |
| II       | Can't help falling in love     | Charlie Rapino     |                  |
| III      | La donna è mobile              | Fio Zanotti        |                  |
| VERDETTO | Accede al serale               | Accede al serale   | Accede al serale |

##### 2ª sfida a squadre
Assegnata la sesta maglia del serale, la quarta per Sparta, si procede con la 2ª sfida a squadre, al meglio dei 3. La squadra vincente vedrà un proprio componente avere la possibilità di accedere al serale.
| PROVA    | SQUADRA ATENE                  | SQUADRA ATENE                                | PUNTI             | PUNTI             | SQUADRA SPARTA    | SQUADRA SPARTA                               |
| -------- | ------------------------------ | -------------------------------------------- | ----------------- | ----------------- | ----------------- | -------------------------------------------- |
| I        | Federica                       | Ti vorrei sollevare                          | 0                 | 1                 | JEFEO             | Ti ho voluto bene veramente                  |
| II       | VALENTINA                      | COMPARATA BALLO You should see me in a crown | 1                 | 0                 | Vincenzo          | COMPARATA BALLO You should see me in a crown |
| III      | MAMELI                         | Casa di carta (inedito)                      | 1                 | 0                 | Alessandro        | Perché non amici (inedito)                   |
| VITTORIA | SQUADRA ATENE 2-1              | SQUADRA ATENE 2-1                            | SQUADRA ATENE 2-1 | SQUADRA ATENE 2-1 | SQUADRA ATENE 2-1 | SQUADRA ATENE 2-1                            |
| VITTORIA | CANDIDATA AL SERALE: VALENTINA |                                              |                   |                   |                   |                                              |

A vincere la sfida è Atene, e tra Federica, Valentina e Mameli nessuno ha totalizzato una media pari a 10 che permette di diritto l'accesso al serale. Ad aver conseguito una media pari o superiore a 9, (precisamente 9.08), è Valentina, che ha quindi l'opportunità di aggiudicarsi la maglia del serale affrontando 3 diversi step.
| PROVA    | VALENTINA        | Commissari esterni  | Esito            |
| -------- | ---------------- | ------------------- | ---------------- |
| I        | La stessa        | Nancy Berti         |                  |
| II       | Add me in        | Emanuel Lo          |                  |
| III      | Baby boy         | Francesca Bernabini |                  |
| VERDETTO | Accede al serale | Accede al serale    | Accede al serale |

### Settimana 14

#### 14ª puntata
Ospiti: Federica Carta, Shade

##### 1ª sfida a squadre
Si prosegue con la 1ª sfida a squadre, al meglio dei 5. La squadra vincente vedrà un proprio componente avere la possibilità di accedere al serale.
| PROVA    | SQUADRA ATENE               | SQUADRA ATENE              | PUNTI              | PUNTI              | SQUADRA SPARTA     | SQUADRA SPARTA          |
| -------- | --------------------------- | -------------------------- | ------------------ | ------------------ | ------------------ | ----------------------- |
| I        | Alvis e Tish                | Broken Strings             | 0                  | 1                  | ALBERTO E LUDOVICA | Hero                    |
| II       | Valentina                   | All Nite (Don’t stop)      | 0                  | 1                  | MOWGLY             | Bahamut                 |
| III      | MAMELI                      | Ma che freddo fa           | 1                  | 0                  | Giordana           | Questa è vita (inedito) |
| IV       | RAFAEL                      | Even my dad does sometimes | 1                  | 0                  | Umberto            | Napul è                 |
| V        | Alvis                       | Farfallina                 | 0                  | 1                  | JEFEO              | Giudizi universali      |
| VITTORIA | SQUADRA SPARTA 3-2          | SQUADRA SPARTA 3-2         | SQUADRA SPARTA 3-2 | SQUADRA SPARTA 3-2 | SQUADRA SPARTA 3-2 | SQUADRA SPARTA 3-2      |
| VITTORIA | CANDIDATO AL SERALE: MOWGLY |                            |                    |                    |                    |                         |

A vincere la sfida è Sparta, e tra Ludovica, Jefeo e Mowgly, nessuno ha totalizzato una media pari a 10 che permette di diritto l'accesso al serale. Ad aver conseguito una media pari o superiore a 9 (precisamente 9.66, grazie al punto in più ricevuto dai compagni durante la settimana) è Mowgly, che ha quindi l'opportunità di aggiudicarsi la maglia del serale affrontando 3 diversi step.
| PROVA    | MOWGLY              | Commissari esterni  | Esito            |
| -------- | ------------------- | ------------------- | ---------------- |
| I        | Time Back           | Emanuel Lo          |                  |
| II       | Giovane fuoriclasse | Kledi               |                  |
| III      | Pump It (freestyle) | Francesca Bernabini |                  |
| VERDETTO | Accede al serale    | Accede al serale    | Accede al serale |

##### 2ª sfida a squadre
Si prosegue con la 2ª sfida a squadre (sempre al meglio dei 5). La squadra vincente vedrà un proprio componente avere la possibilità di accedere al serale.
| PROVA    | SQUADRA ATENE               | SQUADRA ATENE          | PUNTI             | PUNTI             | SQUADRA SPARTA    | SQUADRA SPARTA     |
| -------- | --------------------------- | ---------------------- | ----------------- | ----------------- | ----------------- | ------------------ |
| I        | TISH                        | Why don't you do right | 1                 | 0                 | Ludovica          | Ain't no other man |
| II       | Miguel                      | Scream                 | 0                 | 1                 | VINCENZO          | Carmen             |
| III      | MAMELI                      | Buonanotte fiorellino  | 1                 | 0                 | Alessandro        | Goodbye my lover   |
| IV       | VALENTINA                   | Ain't my fault         | 1                 | 0                 | Umberto           | In this shirt      |
| VITTORIA | SQUADRA ATENE 3-1           | SQUADRA ATENE 3-1      | SQUADRA ATENE 3-1 | SQUADRA ATENE 3-1 | SQUADRA ATENE 3-1 | SQUADRA ATENE 3-1  |
| VITTORIA | CANDIDATO AL SERALE: MAMELI |                        |                   |                   |                   |                    |

A vincere la sfida è Atene, e tra Miguel e Mameli nessuno ha totalizzato una media pari a 10 che permette di diritto l'accesso al serale. Ad aver conseguito una media pari o superiore a 9 è Mameli, che ha quindi l'opportunità di aggiudicarsi la maglia del serale affrontando 3 diversi step.
| PROVA    | MAMELI                     | Commissari esterni | Esito            |
| -------- | -------------------------- | ------------------ | ---------------- |
| I        | Gelateria (inedito)        | Charlie Rapino     |                  |
| II       | Figli delle stelle         | Paolo Giordano     |                  |
| III      | Ci vogliamo bene (inedito) | Fio Zanotti        |                  |
| VERDETTO | Accede al serale           | Accede al serale   | Accede al serale |

### Settimana 15

#### 15ª puntata
Ospiti: Mahmood
La puntata si apre con l'annuncio del direttore artistico del serale, Giuliano Peparini, di ritorno dopo un anno di assenza.
Viene inoltre annunciato che da quest'anno, ad accompagnare gli allievi durante le loro esibizioni, sarà presente un'orchestra di giovani musicisti.
Viene annunciato uno dei due direttori artistici a comando delle squadre, ovvero Ricky Martin e gli ospiti della prima puntata del Serale, Laura Pausini e Biagio Antonacci.

##### 1ª sfida a squadre
Si prosegue con la 1ª sfida a squadre, al meglio dei 5. La squadra vincente vedrà un proprio componente avere la possibilità di accedere al serale.
| PROVA    | SQUADRA ATENE                 | SQUADRA ATENE      | PUNTI              | PUNTI              | SQUADRA SPARTA     | SQUADRA SPARTA       |
| -------- | ----------------------------- | ------------------ | ------------------ | ------------------ | ------------------ | -------------------- |
| I        | Mameli                        | La donna cannone   | 0                  | 1                  | ALBERTO            | Love me tender       |
| II       | Rafael                        | Tennessee          | 0                  | 1                  | UMBERTO            | Me Rehúso            |
| III      | Alvis e Tish                  | FourFiveSeconds    | 0                  | 1                  | LUDOVICA           | Versace on the floor |
| VITTORIA | SQUADRA SPARTA 3-0            | SQUADRA SPARTA 3-0 | SQUADRA SPARTA 3-0 | SQUADRA SPARTA 3-0 | SQUADRA SPARTA 3-0 | SQUADRA SPARTA 3-0   |
| VITTORIA | CANDIDATA AL SERALE: LUDOVICA |                    |                    |                    |                    |                      |

A vincere la sfida è Sparta, e Ludovica ha conseguito una media pari o superiore a 9 (precisamente 9.78, grazie al punto in più ricevuto dai compagni durante la settimana). Ha quindi l'opportunità di aggiudicarsi la maglia del serale affrontando 3 diversi step.
| PROVA    | LUDOVICA               | Commissari esterni | Esito            |
| -------- | ---------------------- | ------------------ | ---------------- |
| I        | People Help The People | Sara Andreani      |                  |
| II       | If I ain't got you     | Paolo Giordano     |                  |
| III      | Killing Me Softly      | Diego Quaglia      |                  |
| VERDETTO | Accede al serale       | Accede al serale   | Accede al serale |

Ai concorrenti che sono già passati al serale viene data la possibilità di votare uno dei componenti non ancora con la maglia verde. A passare con la maggioranza dei voti è Miguel. 
| PROVA    | MIGUEL                      | Commissari esterni          | Esito                       |
| -------- | --------------------------- | --------------------------- | --------------------------- |
| I        | Voglio                      | Emanuel Lo                  |                             |
| II       | –                           | –                           | N.D.                        |
| III      | –                           | –                           | N.D.                        |
| VERDETTO | Non accede ancora al serale | Non accede ancora al serale | Non accede ancora al serale |

##### 2ª sfida a squadre
| PROVA    | SQUADRA ATENE     | SQUADRA ATENE                          | PUNTI             | PUNTI             | SQUADRA SPARTA    | SQUADRA SPARTA                   |
| -------- | ----------------- | -------------------------------------- | ----------------- | ----------------- | ----------------- | -------------------------------- |
| I        | Tish              | Don't speak                            | 0                 | 1                 | GIORDANA          | Chiedo di non chiedere (inedito) |
| II       | ALVIS             | A un paio di passi dal cuore (inedito) | 1                 | 0                 | Jefeo             | Bimbo (inedito)                  |
| III      | Federico          | Abbi cura di me                        | 0                 | 1                 | VINCENZO          | Devil inside                     |
| IV       | MAMELI            | Casa di carta (inedito)                | 1                 | 0                 | Ludovica          | Gravity                          |
| V        | VALENTINA         | Needed me                              | 1                 | 0                 | Mowgly            | Storia d'amore                   |
| VITTORIA | SQUADRA ATENE 3-2 | SQUADRA ATENE 3-2                      | SQUADRA ATENE 3-2 | SQUADRA ATENE 3-2 | SQUADRA ATENE 3-2 | SQUADRA ATENE 3-2                |

Nessuno dei concorrenti della squadra Atene ha una media pari o superiore al 9 e non può di conseguenza sostenere l'esame di accesso per il serale. Ai concorrenti che sono già passati al serale viene data però nuovamente la possibilità di votare uno dei componenti non ancora con la maglia verde. A passare con la maggioranza dei voti è questa volta Jefeo. 
| PROVA    | JEFEO                 | Commissari esterni | Esito            |
| I        | Ho imparato a sognare | Sara Andreani      |                  |
| II       | Relax (inedito)       | Paolo Giordano     |                  |
| III      | Silenzio (inedito)    | Diego Quaglia      |                  |
| VERDETTO | Accede al serale      | Accede al serale   | Accede al serale |

### Settimana 16

#### 16ª puntata
Ospiti: The Kolors, Elodie
Esibizioni per l'accesso al serale
| PROVA    | MIGUEL                     | FEDERICA                   | FEDERICO                   | ALVIS                                  |
| I        | Scream                     | Difficoltà (inedito)       | Ending                     | A un paio di passi dal cuore (inedito) |
| II       | Coming In Hot              | -                          | -                          | -                                      |
| VITTORIA | CANDIDATO AL SERALE: ALVIS | CANDIDATO AL SERALE: ALVIS | CANDIDATO AL SERALE: ALVIS | CANDIDATO AL SERALE: ALVIS             |

| PROVA    | ALVIS                | Commissari esterni | Esito            |
| I        | Mare, mare           | Charlie Rapino     |                  |
| II       | Mala noche (inedito) | Paolo Giordano     |                  |
| III      | New York             | Diego Quaglia      |                  |
| VERDETTO | Accede al serale     | Accede al serale   | Accede al serale |

Formazione squadre del serale
| Concorrente | Esibizione              | Squadra del serale |
| ----------- | ----------------------- | ------------------ |
| MAMELI      | Ma che freddo fa        | SQUADRA BIANCA     |
| VINCENZO    | Carmen                  | SQUADRA BLU        |
| JEFEO       | Giudizi universali      | SQUADRA BLU        |
| VALENTINA   | Level Up                | SQUADRA BLU        |
| LUDOVICA    | When I Fall in Love     | SQUADRA BIANCA     |
| MOWGLY      | Time Back               | SQUADRA BLU        |
| ALVIS       | -                       | SQUADRA BIANCA     |
| RAFAEL      | Borgia Main Titles      | SQUADRA BIANCA     |
| TISH        | Bird Set Free           | SQUADRA BLU        |
| UMBERTO     | Napul'è                 | SQUADRA BIANCA     |
| ALBERTO     | Vento d'amore (inedito) | SQUADRA BLU        |
| GIORDANA    | Formidable              | SQUADRA BIANCA     |

## Squadre del serale
Durante la puntata di sabato 23 marzo si formano le squadre del serale che saranno così suddivise:
| Squadra Bianca             | Squadra Bianca      |                           | Squadra Blu         | Squadra Blu         |
| Direttori Artistici        | Direttori Artistici | Direttori Artistici       | Direttori Artistici | Direttori Artistici |
| -------------------------- | ------------------- | ------------------------- | ------------------- | ------------------- |
| - Ricky Martin             | - Ricky Martin      |                           | - Vittorio Grigolo  | - Vittorio Grigolo  |
| Concorrenti                |                     |                           |                     |                     |
| Nome                       | Disciplina          |                           | Nome                | Disciplina          |
| Mameli (Mario Castiglione) | cantautorato        | Vincenzo Di Primo         | classico            |                     |
| Ludovica Caniglia          | canto               | Jefeo (Fabio Migliano)    | trap                |                     |
| Alvis (Alvise De Spirt)    | trap                | Valentina Vernia          | hip hop             |                     |
| Rafael Quenedit Castro     | classico            | Mowgly (Cristian Bilardi) | break               |                     |
| Umberto Gaudino            | latino              | Tish (Tijana Boric)       | canto               |                     |
| Giordana Angi              | cantautorato        | Alberto Urso              | lirico              |                     |

## Classifica di gradimento
Durante l'11ª puntata viene aperto il televoto per decretare il preferito del pubblico: quest'ultimo avrà la possibilità di affrontare i 3 diversi step che permettono di aggiudicarsi la maglia del serale "scavalcando" le medie dei professori.
Nella 12ª puntata variano alcune questioni: il preferito del pubblico (che per l'occasione ha potuto votare per tutta la settimana) non ha la possibilità di provare a conquistare la maglia del serale, bensì può presentare un proprio inedito, mentre gli ultimi due classificati al televoto della squadra perdente affronteranno una sfida.
Nel tabellone seguente sono indicate le posizioni dei singoli concorrenti nella classifica di gradimento settimanale.
Legenda:

 Cantante
 Ballerino/a;
N.D.: Dato non disponibile
     Proposta per l'accesso al serale
     Già al serale
     Eliminato/a
     In sfida
| Settimana | 11    | 11         |       | 12         | 12      | 12 |
|           |       |            |       |            |         |    |
| 1         | 16,0% | Giordana   | 21,4% | Alberto    | +1      |    |
| 2         | 14,9% | Alessandro | 13,9% | Alessandro | -1      |    |
| 3         | 13,7% | Alberto    | 13,7% | Miguel     | Stabile |    |
| 4         | 13,0% | Miguel     | 9,8%  | Federica   | +5      |    |
| 5         | 6,4%  | Jefeo      | 7,7%  | Jefeo      | -1      |    |
| 6         | 6,2%  | Alvis      | 6,8%  | Mowgly     | Stabile |    |
| 7         | 6,1%  | Mowgly     | 5,8%  | Alvis      | -2      |    |
| 8         | 5,7%  | Ludovica   | 5,7%  | Ludovica   | -1      |    |
| 9         | 5,5%  | Mameli     | 5,2%  | Mameli     | -1      |    |
| 10        | 4,2%  | Federica   | 4,7%  | Umberto    | Stabile |    |
| 11        | 4,0%  | Umberto    | 3,9%  | Valentina  | Stabile |    |
| 12        | 2,6%  | Valentina  | 1,4%  | Federico   | Stabile |    |
| 13        | 1,7%  | Federico   |       |            |         |    |

## Riassunto gare inediti e coreografie

### Canto
Durante la 7ª puntata prende il via la gara degli inediti. I brani vengono giudicati da 3 organi differenti: dal pubblico tramite il punto TIM, che viene assegnato al brano più ascoltato sulla piattaforma TIMMUSIC nella settimana precedente alla puntata (e che garantisce al vincitore la possibilità di sostituire l'assegnazione dei professori con il proprio brano); dai professori unicamente di canto e infine da Radio 105 nella persona dello speaker Max Brigante.
| Puntata | Allievi    | Inediti                      | Punti | Punti      | Punti        |
| Puntata | Allievi    | Inediti                      | TIM   | Professori | Max Brigante |
| ------- | ---------- | ---------------------------- | ----- | ---------- | ------------ |
| 7       | ALESSANDRO | Perché non amici             |       | N.D.       | N.D.         |
| 7       | MAMELI     | Ci vogliamo bene             | N.D.  |            |              |
|         |            |                              |       |            |              |
| 8-9     | ALBERTO    | Indispensabile               | N.D.  |            |              |
| 8-9     | GIORDANA   | Casa                         |       | N.D.       | N.D.         |
|         |            |                              |       |            |              |
| 11      | ALVIS      | Mala noche                   | N.D.  |            | N.D.         |
| 11      | JEFEO      | Silenzio                     |       | N.D.       |              |
|         |            |                              |       |            |              |
| 12      | TISH       | Casinò                       |       |            |              |
| 12      | LUDOVICA   | Tra i miei passi             | N.D.  | N.D.       | N.D.         |
|         |            |                              |       |            |              |
| 13      | ALBERTO    | Indispensabile               | N.D.  |            |              |
| 13      | TISH       | Casinò                       |       | N.D.       | N.D.         |
| 13      | JEFEO      | Silenzio                     | N.D.  | N.D.       | N.D.         |
| 13      | MAMELI     | Ci vogliamo bene             | N.D.  | N.D.       | N.D.         |
|         |            |                              |       |            |              |
| 14      | ALBERTO    | Non sarebbe passione         | N.D.  |            |              |
| 14      | FEDERICA   | Difficoltà                   |       | N.D.       | N.D.         |
|         |            |                              |       |            |              |
| 15      | ALVIS      | A un paio di passi dal cuore |       |            | N.D.         |
| 15      | JEFEO      | Bimbo                        | N.D.  | N.D.       |              |

### Ballo
Novità degna di nota è anche la gara coreografie, che si svolge con le stesse modalità della gara inediti. Le coreografie vengono costruite esclusivamente dagli allievi e vengono sottoposte anch'esse al giudizio dei 3 organi sopracitati: il pubblico tramite il punto TIM, i professori unicamente di ballo e infine il giudice esterno Francesca Bernabini.
| Puntata | Allievi  | Coreografie | Punti | Punti      | Punti               |
| Puntata | Allievi  | Coreografie | TIM   | Professori | Francesca Bernabini |
| ------- | -------- | ----------- | ----- | ---------- | ------------------- |
| 10      | FEDERICO | Happier     | N.D.  | N.D.       |                     |
| 10      | UMBERTO  | She bangs   |       |            | N.D.                |
|         |          |             |       |            |                     |

## Curiosità
Alcuni concorrenti sono più o meno noti al pubblico, ad esempio:
- Alberto Urso (Messina, 23 luglio 1997). Nel 2010 ha partecipato alla terza edizione di Ti lascio una canzone.
- Alessandro Casillo (Assago, 15 giugno 1996). Nel 2010 ha partecipato alla seconda edizione di Io canto. Nel 2012 ha vinto il Festival di Sanremo 2012 nella categoria Sanremosocial, con il brano È vero (che ci sei).
- Daniel Piccirillo (Napoli, 30 aprile 2001). Nel 2017 ha partecipato alla quarta edizione di Tú sí que vales.
- Federica Marinari (Pisa, 19 novembre 1993). Nel 2014 ha partecipato alla seconda edizione di The Voice of Italy.
- Giacomo Eva (Cosenza, 12 giugno 1992). Nel 2015 ha partecipato alla nona edizione di X Factor nella categoria Under Uomini capitanata da Mika, classificandosi undicesimo. Poco prima dell'inizio del programma era stato preselezionato per Sanremo Giovani 2018, ritirando poi la candidatura per partecipare ad Amici.
- Giordana Angi (Vannes, 12 gennaio 1994). Nel 2012 ha partecipato al Festival di Sanremo 2012 nella sezione Sanremosocial con la canzone Incognita poesia, perdendo la sfida diretta contro la canzone di Alessandro Casillo.
- Ludovica Caniglia (Ramacca, 19 dicembre 1998). Nel 2016 e nel 2018 ha lavorato come autrice e voce della colonna sonora della serie di Rai 1 Non dirlo al mio capo.
- Miguel Chavez (Lugano, 30 aprile 1999). Nel 2021 ha partecipato come ballerino professionista alla seconda edizione de Il cantante mascherato.
- Umberto Gaudino (San Giorgio a Cremano, 18 aprile 1990). È stato maestro nella terza (2006-2007) e nella settima edizione (2011) di Ballando con le stelle.
- Valentina Vernia (Sassuolo, 24 novembre 1995). Ha preso parte a diversi corpi di ballo, tra cui X Factor e Dance Dance Dance.

## Ascolti

### Pomeridiano
| Puntata | Messa in onda    | Telespettatori | Share  | Fonte  |
| ------- | ---------------- | -------------- | ------ | ------ |
| 1       | 17 novembre 2018 | 3 064 000      | 21,25% | [ 9 ]  |
| 2       | 24 novembre 2018 | 2 851 000      | 18,15% | [ 10 ] |
| 3       | 1º dicembre 2018 | 3 161 000      | 21,47% | [ 11 ] |
| 4       | 8 dicembre 2018  | 2 530 000      | 17,81% | [ 12 ] |
| 5       | 15 dicembre 2018 | 3 015 000      | 20,72% | [ 13 ] |
| 6       | 12 gennaio 2019  | 3 027 000      | 18,98% | [ 14 ] |
| 7       | 19 gennaio 2019  | 3 038 000      | 18,99% | [ 15 ] |
| 8       | 26 gennaio 2019  | 3 318 000      | 20,87% | [ 16 ] |
| 9       | 2 febbraio 2019  | 3 347 000      | 19,66% | [ 17 ] |
| 10      | 9 febbraio 2019  | 3 043 000      | 19,59% | [ 18 ] |
| 11      | 16 febbraio 2019 | 3 026 000      | 20,57% | [ 19 ] |
| 12      | 23 febbraio 2019 | 3 411 000      | 21,05% | [ 20 ] |
| 13      | 2 marzo 2019     | 3 187 000      | 21,86% | [ 21 ] |
| 14      | 9 marzo 2019     | 3 205 000      | 22,53% | [ 22 ] |
| 15      | 16 marzo 2019    | 3 251 000      | 22,27% | [ 23 ] |
| 16      | 23 marzo 2019    | 3 108 000      | 22,39% | [ 24 ] |
| Media   | Media            | 3 100 000      | 20,51% |        |